# Focke-Wulf Fw 190
Focke-Wulf Fw 190 Würger (česky „ťuhýk“) je německý jednomístný jednomotorový stíhací letoun navržený koncem 30. let 20. století ing. Kurtem Tankem a ve velkých počtech používaný za druhé světové války. Spolu s dobře známým protějškem letounem Messerschmitt Bf 109 se Fw 190 stal páteří stíhacích sil Luftwaffe. Dvouhvězdicový motor BMW 801, který poháněl většinu verzí, umožnil Fw 190 nést větší zátěž než Bf 109, díky čemuž mohl být nasazen jako denní stíhací letoun, stíhací bombardér, bitevní letoun a v menší míře i jako noční stíhač.
Fw 190A začal ve službě létat nad Francií v srpnu 1941 a brzy se ukázalo, že ve všech parametrech, kromě poloměru zatáčky, předčil tehdejší standardní stíhačku Royal Air Force Spitfire Mk. V, zejména pak v nízkých a středních výškách. Nadřazenost si nad spojeneckými stíhači Fw 190 udržoval až do příchodu vylepšeného letounu Spitfire Mk. IX. V listopadu/prosinci 1942 Fw 190 prodělal první bojový let na východní frontě a od října 1943 zaznamenal mnoho úspěchů ve stíhacích eskadrách a specializovaných útočných jednotkách na pozemní cíle zvaných Schlachtgeschwader.
Výkon série Fw 190A se snižoval ve vysokých nadmořských výškách (obvykle od 6 000 m a výš), což omezovalo jeho účinnost jako záchytného stíhače. Od zavedení Fw 190 se pracovalo na vyřešení tohoto problému u modelu B s přeplňovaným motorem BMW 801, modelu C s prodlouženou přední částí trupu a přeplňovaným dvanáctiválcovým invertním motorem Daimler-Benz DB 603 a modelu D s prodlouženým trupem a motorem Junkers Jumo 213. Problémy s instalacemi turbodmychadel ve verzích B a C způsobily, že v září 1944 byl uveden do provozu pouze model D. Tento vývoj výškového typu nakonec vedl k letounu Focke-Wulf Ta 152, který byl schopen extrémních rychlostí ve středních až vysokých nadmořských výškách (755 km/h ve 13 500 m). Tyto „dlouhonosé“ varianty typu Fw 190 a derivát Ta 152 se technicky přinejmenším vyrovnaly spojeneckým oponentům, nicméně přišly příliš pozdě na to, aby ovlivnily výsledek války.
Fw 190 byl mezi piloty velmi oblíbený. Někteří z nejúspěšnějších stíhacích es Luftwaffe na něm dosáhli mnoha vítězství, včetně Otto Kittela, Waltera Nowotného nebo Ericha Rudorffera. Fw 190 poskytoval větší palebnou sílu než Bf 109 a podle názoru německých pilotů, kteří létali s oběma stíhačkami měl v nízkých až středních nadmořských výškách vynikající manévrovatelnost. Je považován za jeden z nejlepších stíhacích letounů druhé světové války.
Fw 190 s hvězdicovým motorem BMW 801 byl vyráběn v 18 základních variantách. Všechny Fw 190 vybavené hvězdicovými motory si byly do značné míry podobné a starší stroje byly často při generálních prohlídkách a opravách přestavovány na novější varianty. Fw 190 se vyznačoval mohutnou výzbrojí, solidním pancéřováním a výhledem z kabiny, ovladatelností a dobrou manévrovatelností v nízkých a středních výškách. Byl to univerzální letoun, který se hodil jak pro souboje stíhačů, tak pro bitevní úkoly či na přesné bombardování. Nevýhodou byly slabé výškové vlastnosti a dlouhá doba nasazení, neboť v roce 1944 už ho (zvláště variantu Fw 190 A) většina spojeneckých stíhaček svými vlastnostmi předčila.

## Vývoj
Mezi lety 1934 a 1935 vypsalo německé ministerstvo letectví (RLM) soutěž na moderní stíhačku pro znovuzrozenou Luftwaffe. Konstruktér Kurt Tank vstoupil do soutěže s hornoplošným letounem Fw 159 proti strojům Arado Ar 80, Heinkel He 112 a Messerschmitt Bf 109. Fw 159 byl beznadějně překonán a brzy byl vyřazen společně s typem Ar 80. He 112 a Bf 109 si byly v designu obecně podobné, ale lehká konstrukce typu Bf 109 nasadila hranici výkonu He 112 tak, že ten ji nikdy nemohl překročit. 12. března 1936 byl vítězem vyhlášen typ Bf 109.
Ještě před tím, než Bf 109 u jednotek vstoupil do služby, vypsalo ministerstvo na podzim roku 1937 novou nabídku a požádalo různé konstruktéry o novou stíhačku, která by sloužila vedle typu Bf 109, jako např. konstrukce Waltera Günthera - typ He 100 po neúspěchu typu He 112. Přestože byl Bf 109 extrémně konkurenceschopným stíhačem, ministerstvo se obávalo, že budoucí zahraniční konstrukce ho překonají a chtělo mít ve vývoji nová letadla, která by tento problém vyřešila. Kurt Tank zareagoval řadou návrhů, z nichž většina byla založena na kapalinou chlazeném řadovém motoru.
Nicméně teprve až návrh se vzduchem chlazeným 14válcovým hvězdicovým motorem BMW 139 vyvolal zájem ministerstva letectví. Vzhledem k tomu, že tento návrh používal hvězdicovým motor, nemohl konkurovat řadovému motoru, který poháněl Bf 109, jelikož motorů Daimler-Benz DB 601 byl stále nízký počet. U konkurenčních konstrukcí jako Heinkel He 100 nebo dvoumotorový Focke-Wulf Fw 187, kde by výroba s dodávkami motorů konkurovala typům Bf 109 a Messerschmitt Bf 110 tomu tak nebylo. Po válce Kurt Tank popřel zvěsti, že musel s ministerstvem "vést boj", aby je přesvědčil o výhodách hvězdicového motoru.
V té době bylo používání hvězdicových motorů u evropských stíhaček startujících z pozemních základen relativně vzácné, neboť se předpokládalo, že jejich velká čelní plocha by způsobila příliš mnoho odporu u něčeho tak malého jako stíhací letoun.
Kurt Tank jako svědek úspěšného využití hvězdicových motorů u amerického námořnictva o tom přesvědčen nebyl a cítil, že by správně zjednodušená instalace tento problém vyřešila.
Nejžhavějšími body na každém vzduchem chlazeném motoru jsou hlavy válců umístěné kolem obvodu hvězdicového motoru. Aby bylo zajištěno dostatečné množství vzduchu k chlazení motoru, měl by být tento vnější proud maximalizován. Toho se obvykle dosáhlo tím, že většina čelní plochy motoru zůstala otevřená, což však způsobilo značný aerodynamický odpor. Na konci dvacátých let vedl vývoj v NACA k dramatickému zlepšení tím, že kolem vnější hlavy válců byla umístěna prstencová kapota, jejíž průřez měl tvar profilu křídla ("NACA cowling"). Tento tvar při vstupu vzduchu do přední části krytu zrychlil proudění vzduchu, čímž se zvýšil celkový proud vzduchu a umožnil zmenšení otvoru před motorem.

## Fw 190 A

### Fw 190 A-0

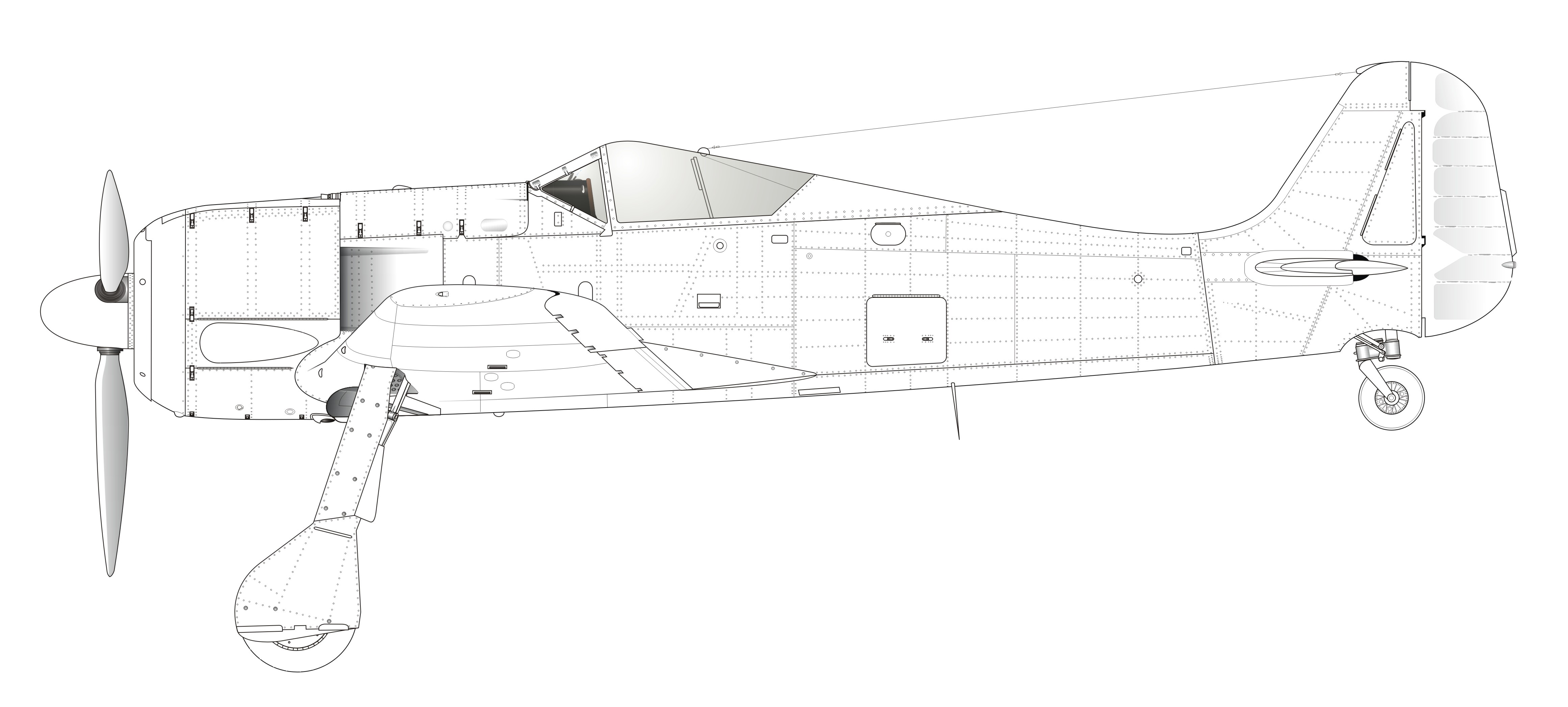
Fw 190A-0

Jedná se o předsériovou verzi, které bylo vyrobeno 28 kusů. Letouny prošly zkouškami v polních podmínkách, při nichž se zjistilo mnoho předností (rychlost, obratnost), ale také nedostatků. Mezi nejzávažnější nedostatky patřilo zadírání motorů v důsledku špatného chlazení. Problém s otevíráním kabiny při rychlostech nad 300 km/h, vyřešilo až přidání malé nálože, jež po iniciaci kryt kabiny odhodila. Několik prvních letounů poháněl motor BMW 801 C-0. U dalších ho nahradil motor BMW 801 C-1. Výzbroj se skládala z dvou synchronizovaných trupových kulometů MG 17 ráže 7,9 mm nad motorem a dalších dvou umístěných v křídlech. K zaměřování sloužil reflexní zaměřovač Revi C/12C.

### Fw 190 A-1

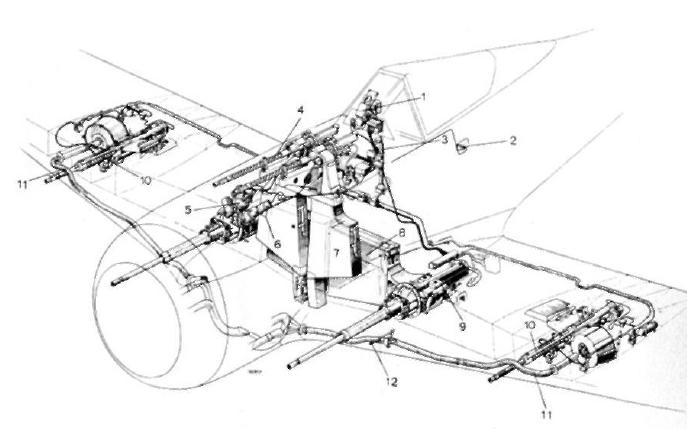
Výzbroj letounu Fw 190 A-2 až A-5

Tento stíhací letoun vychází z původního předsériového typu A-0, u něhož byla odstraněna většina závad předcházející verze. Objednaných 100 kusů bylo vyrobeno od června do října 1941. Motorem byl obvykle BMW 801 C-1 o výkonu 1622 koní, problémy s jeho chlazením zůstaly stejné jako u verze A-0. Základní výzbroj tvořily čtyři kulomety MG 17 ráže 7,92 mm s 900 náboji na zbraň umístěné v trupu a v kořenech křídel. U některých letounů se tato nedostatečná výzbroj řešila dodatečnou montáží dvou 20mm kanónů MG FF s 60 náboji na zbraň do střední části křídel.

### Fw 190 A-2
Jedná se o první sériovou variantu, které bylo vyrobeno 425 kusů. Došlo k úpravě chladicího systému a ke změně vedení výfukového potrubí. Problémy s přehříváním přesto zůstaly. U této varianty bylo většinou použito novější verze motoru BMW 801. Jednalo se o verzi C-2, která měla stejný výkon jako C-1, ale došlo u ní ke změně uchycení v motorovém loži. Výzbroj byla zesílena nahrazením křídelních kulometů dvěma kanony MG 151/20 s 250 náboji na zbraň. Výroba byla zahájena v srpnu 1941. U většiny strojů byly stejně jako u verze A-1 dodatečně namontovány dva kanóny MG/FF do střední části křídel. K zaměřování sloužil reflexní zaměřovač Revi C/12 D.

### Fw 190 A-3

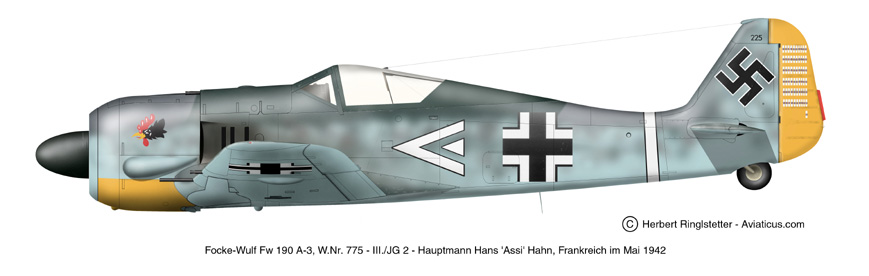
Fw 190 A-3, III./JG 2, Hans Hahn, Francie 1942

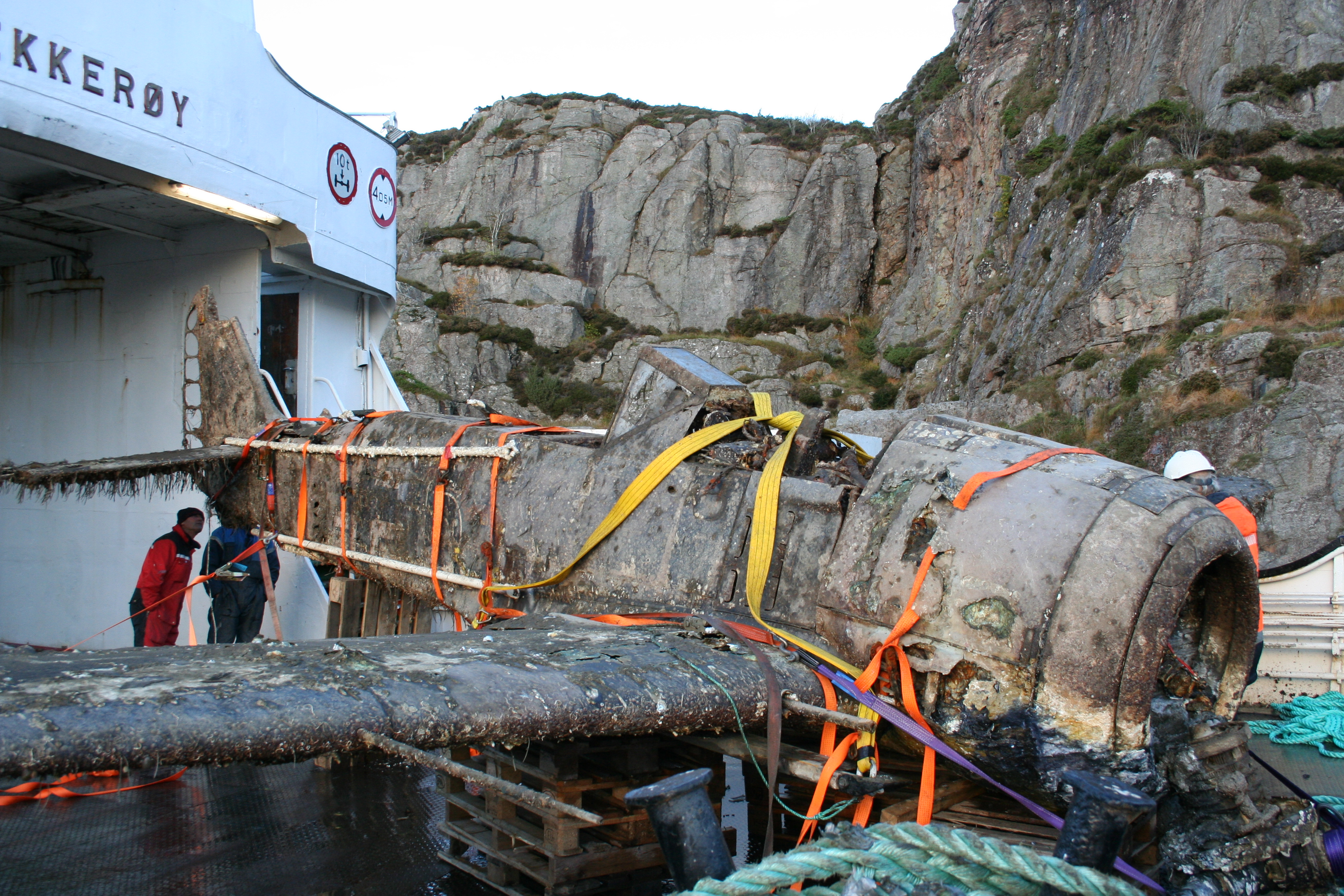
Fw 190A-3 po vytažení z moře v Norsku

Varianta téměř shodná s A-2. Došlo pouze ke změně motoru BMW 801 C-2 za nový motor BMW 801 D-2 o výkonu 1724 koní. Byly přidány 3 štěrbiny v bočních panelech za motorem, čímž se podařilo redukovat přehřívání motoru na minimum. Doplňkovou výstroj tvořilo identifikační zařízení FuG 25a. Výzbroj se skládala ze dvou kulometů MG 17, dvou kanónů MG FF a dvou kanónů MG 151/20. Od této verze se začaly používat soupravy výstroje a výzbroje, jež umožňovaly uzpůsobení letounu podle momentálních potřeb a bylo je možno instalovat přímo dílnách (Umrüstbausätze - U/číslo).
- Fw 190 A-3/U1 – instalován pumový závěsník ETC 501, pro 250 nebo 500 kg bomby nebo pro adaptér ER 4 sloužící k podvěšení čtyř 50 kg bomb. Většinou byly z křídel odstraněny kanóny MG-FF.
- Fw 190 A-3/U3 - instalován pumový závěsník ETC 250/501 a čtyři přídavné závěsníky pro 50 kg pumy.
- Fw 190 A-3/U4 – průzkumná varianta vybavená dvěma fotografickými přístroji Rb 12.5/7x9. Křídlové kanóny MG FF byly odstraněny.

### Fw 190 A-4

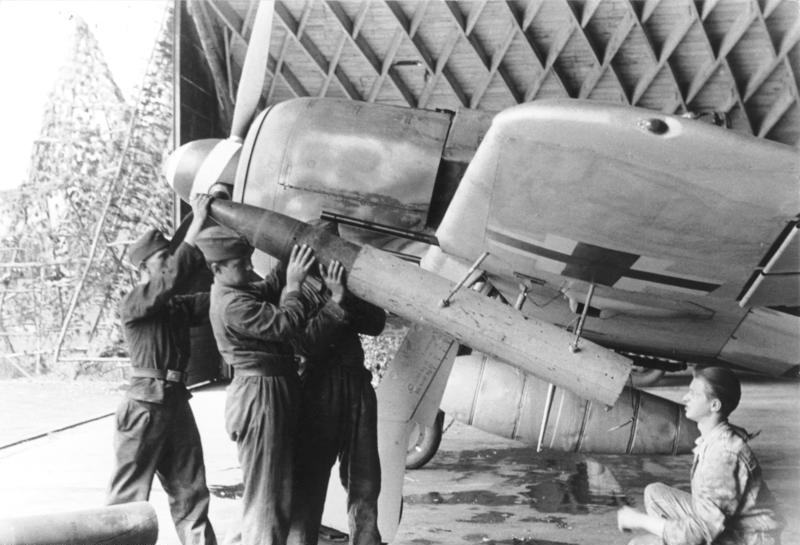
Fw 190 s raketometem WGr 21

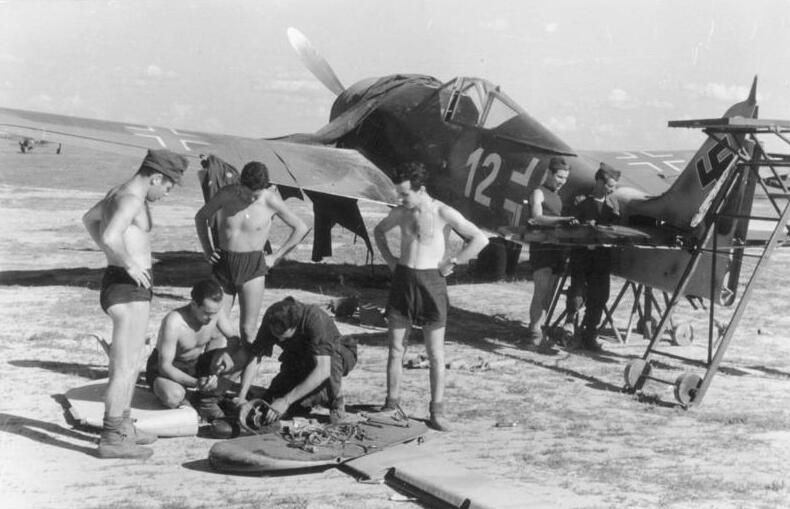
Údržba kormidla

Došlo ke standardnímu montování identifikační zařízení FuG 25a. Motor zůstal stejný. Bylo pouze přidáno zařízení MW 50, jež pomocí směsi vody a methanolu dokázalo krátkodobě zvýšit výkon motoru. Radiostanice FuG 7a byla nahrazena modernější FuG 16 Z, což se navenek projevilo výraznějším anténním sloupkem na směrovém kormidle. Od této verze se začaly používat soupravy výstroje a výzbroje, jež umožňovaly uzpůsobení letounu podle momentálních potřeb a bylo je možno instalovat přímo na letišti (Rüstsätze – R/číslo).
- Fw 190 A-4/R6 – Nejčastější polní úprava kdy FW 190 A-4 nesl pod křídly dvě jednohlavňová odpalovací zařízení neřízených raketových střel WGr. 21 ráže 210 mm.
- Fw 190 A-4/U1 - Stroj byl vybaven dvěma podkřídlovými závěsníky ETC 501. Výzbroj byla zredukovány na 2 kanóny MG 151 ráže 20 mm v křídlech.
- Fw 190 A-4/U3 - viz FW 190 F-1
- Fw 190 A-4/U4 - shodný s FW 190A-3/U4
- Fw 190 A-4/U8 - od dubna 1943 označení FW 190 G-1

### Fw 190 A-5

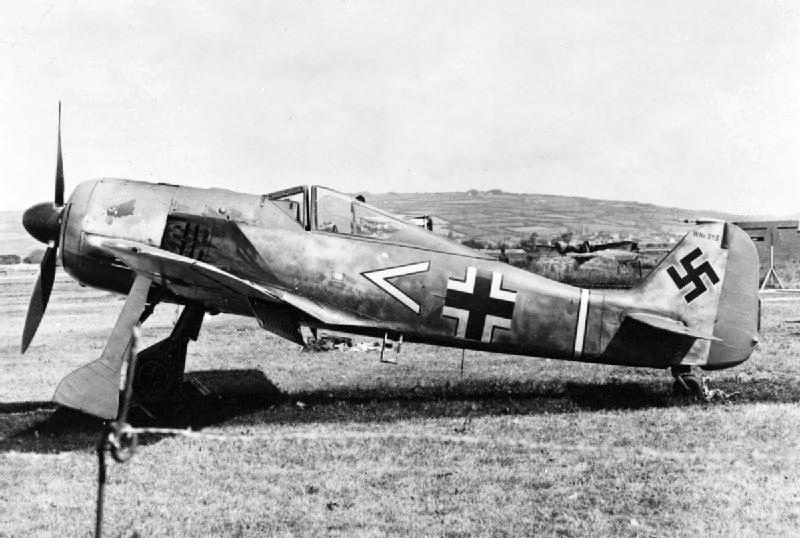
Focke-Wulf Fw 190A-3 z III/JG 2 na letišti RAF Pembrey, červen 1942.

Kvůli problémům s vibracemi motoru předcházejících verzí došlo k úpravě motorového lože, které bylo zpevněno a prodlouženo o 15cm. Tím došlo k odstranění nepříjemných vibrací motoru. Chladicí systém dostal finální podobu a původní štěrbiny na trupu byly upraveny stavitelnými klapkami. Změnilo se i vybavení přístrojové desky, kde se například objevil umělý horizont, který nahradil klonoměr. V standardní verzi nebyly kanóny MG FF.
- Fw 190 A-5/U2 - viz FW 190 G-2/N
- Fw 190 A-5/U3 -Výzbroj tvořily dva kulomety MG 17 nad motorem a dva kanóny MG 151/20 v křídle. Pod trupem mohly nést pumu SC 500 a v křídelních závěsnících dvě pumy SC 250. I v úpravě Trop s protiprachovými filtry.
- Fw 190 A-5/U4 - V zadní části trupu byly nainstalovány v kamery Rb 1215/7. I v úpravě Trop s protiprachovými filtry.
- Fw 190 A-5/U8 - Výzbroj tvořily dva kanóny MG 151/20. Letoun byl vybaven závěsníkem ETC 501 pod trupem a dvěma závěsníky Messerschmitt-Träger pod křídly umožňující podvěšení dvou 300l přídavných palivových nádrží.
- Fw 190 A-5/U9 - Těžký stíhač. Výzbroj tvořily dva kulomety MG 131 ráže 13 mm a čtyři kanóny MG 151/20 v křídlech. Vyrobeny 2 kusy.
- Fw 190 A-5/U10 - Prototyp verze A-6. Došlo k překonstruování křídel, takže vydržely větší zatížení. Výzbroj tvořily čtyři kanóny MG 151/20. Vyroben 1 kus.
- Fw 190 A-5/U11 - Výzbroj tvořena dvěma kulomety MG 17 a dvěma kanóny MG 151/20. V gondolách pod křídlem byly připevněny dva kanóny MK 103 ráže 30 mm. Vyroben 1 kus.
- Fw 190 A-5/U12 - Byly odstraněny kanóny MG/FF a místo nich byly v gondolách pod křídly 2 kanóny MG 151/20.
- Fw 190 A-5/U13 - U této verze byly zkoušeny nové typy krytů výfuků a nové podkřídlové závěsníky Fw-Träger.
- Fw 190 A-5/U14 - Byly u něho zkoušeny nové typy závěsníků ETC 502 a ETC 504, jež umožňovaly podvěšení torpéda LT F5b. Z tohoto důvodu musela být zvýšena noha ostruhového kolečka.
- Fw 190 A-5/U15 - Stejný jako U-14, navíc umožňoval použití řízeného torpéda Blohm & Voss 226/246. Vyroben 1 kus.
- Fw 190 A-5/U16 - Těžký stíhač vyzbrojený dvěma kanóny MK 108 ráže 30 mm, dvěma kulomety MG 17 a dvěma kanóny MG 151/20. Vyroben 1 kus.
- Fw 190 A-5/U17 - Silně pancéřovaný letoun, jenž byl vybaven pěti závěsníky ETC 501 (jeden podtrupový a čtyři křídlové). Vyroben 1 kus.
- Fw 190 S-5 - Jde o školní (S – Schulflugzeug) dvousedadlovou verzi letounu A-5. Druhé sedadlo bylo umístěno v místě, kde se u FW 190 A-5 nacházela nádrž zařízení MW 50 a radiostanice FuG 16Z.

### Fw 190 A-6

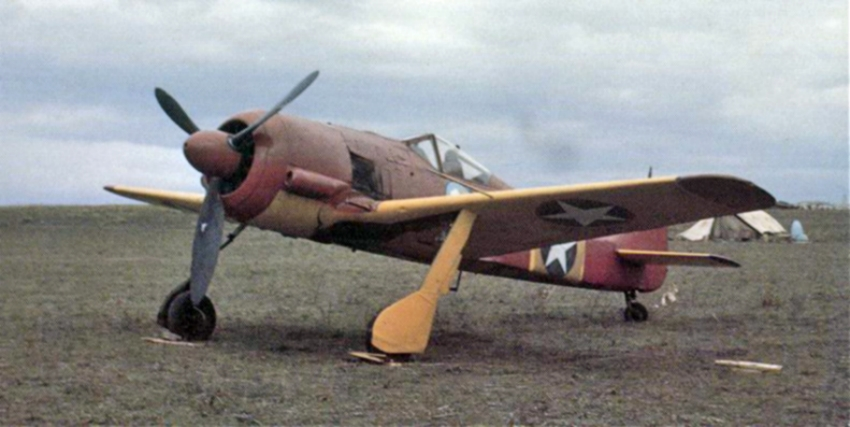
Zřejmě Fw 190 A-4, ukořištěný Američany

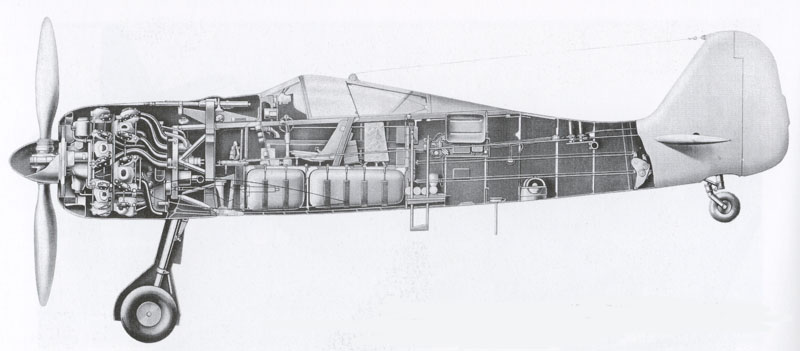
Podélný řez strojem Fw 190A

Jedná se o sériovou variantu Fw 190 A-5/U10 s několika drobnými úpravami. Výzbroj tvořily dva kulomety MG 17 s 900 náboji na zbraň, a čtyři kanóny MG 151/20 - dva s 250 náboji a dva se 140 náboji. Byla přidaná pancéřová ochrana pilota, čímž vzrostla hmotnost na 4186 kg. Speciální úpravou prošlo 40 kusů Fw 190 A-6, které obdržely kanóny SG 116 Zellendusche ráže 30 mm.
- Fw 190 A-6/R1  - Úprava na těžký stíhací letoun, jehož výzbroj se skládala z dvou kulometů MG 17, dvou kanónů MG 151/30 v kořenech křídel a čtyř kanónů MG 151/30 ve dvou gondolách pod křídly.
- Fw 190 A-6/R2  - Vnější křídlové kanóny MG 151/20 byly nahrazeny kanóny MK 108/30. Byl vyroben jediný prototyp.
- Fw 190 A-6/R3  - Vnější křídlové kanóny MG 151/20 byly nahrazeny kanóny MK 103 ráže 30 mm. Byl vyroben jediný prototyp.
- Fw 190 A-6/R4  - Dva prototypy, které měly nainstalované zařízení GM-1 umožňující vstřikování oxidu dusného a tím zvýšení výkonu motoru.
- Fw 190 A-6/R6  - Fw 190 A-6 jehož výzbroj doplnily dvě jednohlavňové odpalovací zařízení neřízených raketových střel WGr. 21 ráže 210 mm.
- Fw 190 A-6/R11  - Úprava na noční stíhací letoun, jehož výbava zahrnovala plošky proti oslnění, radar FuG 217 J2 Neptun, závěsník ETC 501 pro 300l přídavnou nádrž, autopilot PKS 12 a vyhřívaná skla.

### Fw 190 A-7
Trupové kulomety MG 17 byly nahrazeny velkorážnými MG 131 ráže 13 mm. Původní zaměřovač Revi 12 byl vyměněn za novější Revi 16 B. Radiostanice FuG 16 Z byla nahrazena radiostanicí FuG 16 ZY. Některé letouny byly také vybaveny identifikačním zařízením FuG 25a. Standardem byl podtrupový závěsník ETC 501 pro 300l přídavnou nádrž.
- Fw 190 A-7/R1 – Dva kanóny MG 151/20 v gondolách pod křídly
- Fw 190 A-7/R2 - Dva vnější křídelní MG 151/20 nahradily MG 108/30.
- Fw 190 A-7/R6 - Výzbroj doplnily dvě jednohlavňové odpalovací zařízení neřízených raketových střel WGr. 21 ráže 210 mm.

### Fw 190 A-8

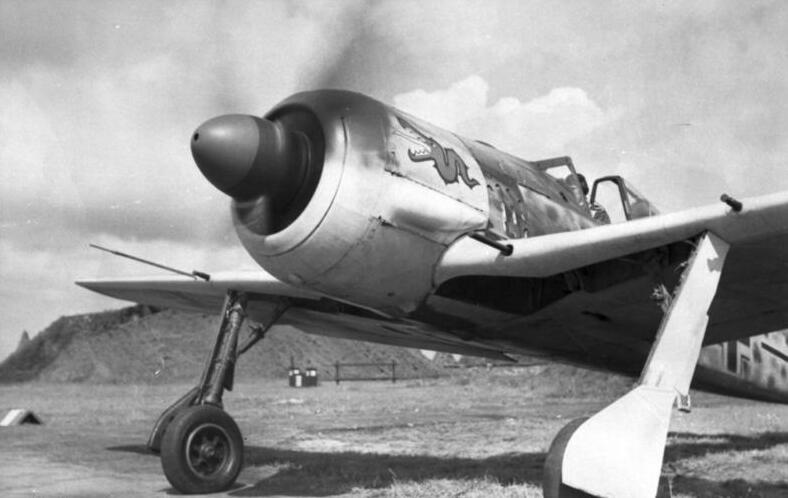
Fw 190 A-3 v Holandsku v létě 1942

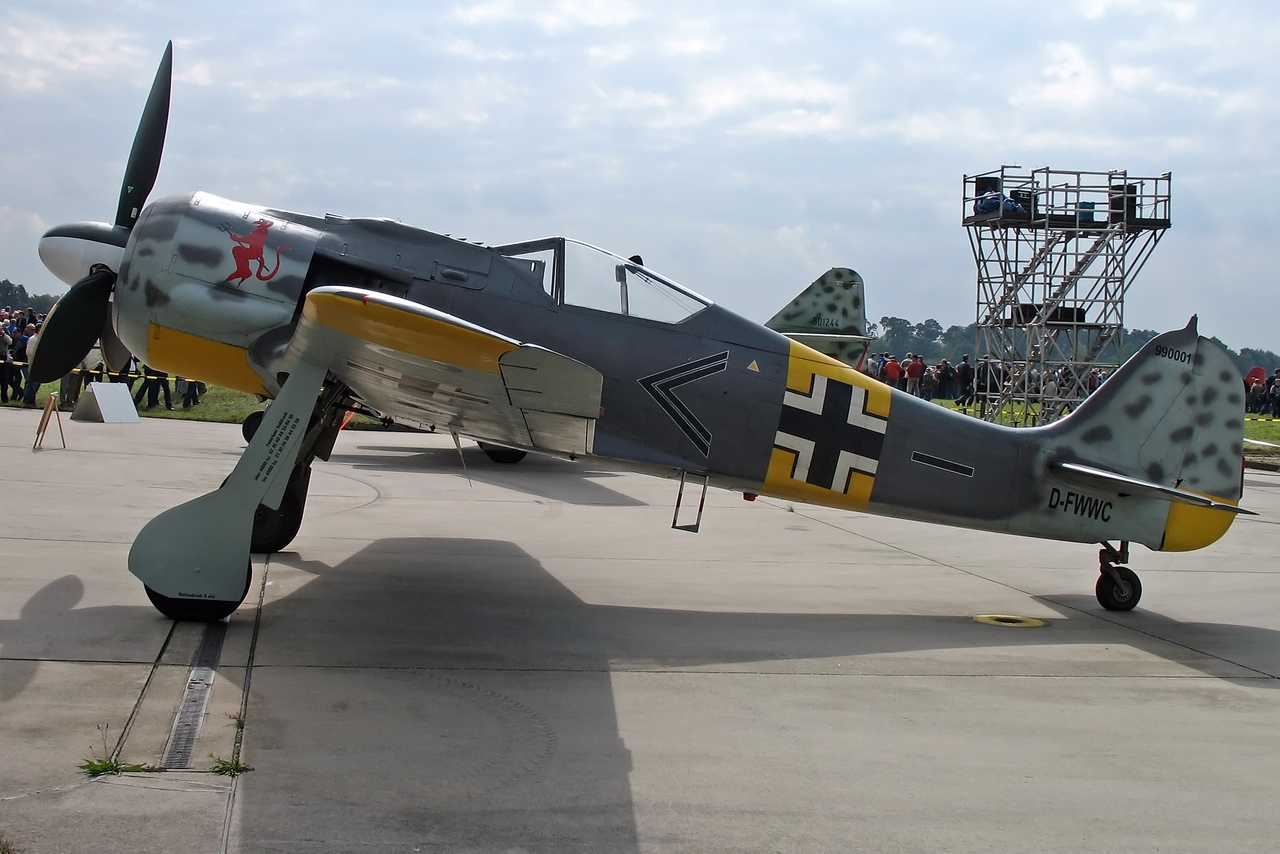
Replika letounu Fw 190 A-8 v kamufláži, kterou používal Erich Rudorffer

Jedná se o nejpočetnější verzi letounu FW 190. které bylo vyrobeno 1382 kusů. Novinky oproti verzi A-7 zahrnují zařízení MW 50 (zvýšení výkonu vstřikováním metanolu a vody do motoru) s nádrží o objemu 115l (došlo ke změně těžiště, a proto byl závěsník ETC 501 posunut o 20 cm vpřed) a přepracování elektroinstalace. U Fw 190 A-8 se velmi rozšířilo zvýšení plnicího tlaku (u hladiny moře z 1,42 atm na 1,58 atm), s dvoustupňovým kompresorem motor pracoval dokonce s plnicím tlakem 1,65 atm) - zjednodušeně řečeno pak takto upravený motor BMW 801 D-2 podával vyšší výkon a to až 2050 PS u hladiny moře. Stroje s původním a upraveným motorem pak sloužily vedle sebe a nebyly typově nijak odlišeny. Standardně byla verze A-8 vybavena pancéřováním důležitých částí jako u bitevních variant. Na několika letounech se zkoušely netradiční zbraně SG 113A Förstersonde, SG 117 Rohrblock, SG 116 Zellendusche a Ruhrstahl X4.
- Fw 190 A-8/R1 - S podkřídlovými pouzdry se čtyřmi kanóny MG 151/20 místo vnějších křídelních kanónů MG 151/20.
- Fw 190 A-8/R2 - Místo vnějších křídelních kanónů MG 151/20 dva kanóny MK 108/30.
- Fw 190 A-8/R3 - Místo vnějších křídelních kanónů MG 151/20 dva kanóny MK 103/30.
- Fw 190 A-8/R4 - Přidáno zařízení GM-1, které vstřikovalo oxid dusný do sacího potrubí za kompresorem (krátkodobé zvýšení výkonu motoru).
- Fw 190 A-8/R7 - Standardní výzbroj, ale podstatné zesílení pancéřování a neprůstřelných skel.
- Fw 190 A-8/R8 - Další zesílení pancéřování a místo vnějších křídelních kanónů MG 151/20 dva kanóny MK 108/30.
- Fw 190 A-8/R11 - Prototyp vybavený ohříváním skel, autopilotem PKS 12 a radiokompasem FuG 125 Hermine.
- Fw 190 A-8/R12 - Fw 190 A-8/R11, kde vnější křídelní kanóny MG 151/20 nahradily kanóny MK 108.
- Fw 190 S-8 - Někdy též označované jako FW 190A-8/U1. Jde o školní (S – Schulflugzeug) dvousedadlovou verzi letounu A-8. Druhé sedadlo bylo umístěno v místě, kde se u FW 190 A-8 nacházela nádrž zařízení MW 50 a radiostanice FuG 16ZY.

### Fw 190 A-9
Pro nedostatek původně zamýšlených motorů BMW 801 F s výkonem 2400k, bylo využito motoru BMW 801 TS o výkonu 2 000k.

## Fw 190 B
V roce 1943 Luftwaffe zoufale potřebovalo stíhačku s lepšími výškovými vlastnostmi, která by se postavila nebezpečným náletům spojeneckých bombardérů. Luftwaffe už také věděla o existenci B-29, a také věděla o neschopnosti Fw 190 efektivně stíhat bombardéry ve velkých výškách, ve kterých měly operovat. Proto se prof. Ing. Kurt Tank rozhodl vyvinout výškovou verzi Fw 190, která by se mohla postavit hrozícímu nebezpečí.
Tank věděl, že vzduchem chlazené hvězdicové motory BMW 801 nikdy nedosáhnou potřebného výkonu ve velkých výškách, a tak se rozhodl použít kapalinou chlazené řadové motory. Předpokládal použití motoru Daimler-Benz DB 603. Tento motor však byl vyvíjen bez „požehnání“ RLM, a proto u funkcionářů RLM nebyl příliš oblíbený. Tank proto dostal příkaz, aby upravil existující motor BMW 801 nebo použil řadový Junkers Jumo 213.
Vznikly tak tři alternativy: Fw 190 B poháněný motorem BMW 801 s turbokompresorem, Fw 190 C s motorem DB 603 a Fw 190 D s motorem Jumo 213.
Jako první prototypy Fw 190 B byly vybrané Fw 190 V47 (W.Nr.7347, dříve prototyp A-6/R4) a V48 (W.Nr.530115, DO+RO). Neměly přetlakové kabiny a ke svým motorům BMW 801 D-2 dostaly zařízení GM-1 umožňující vstřikování oxidu dusného do motoru. Po jeho odstranění sloužily jako vzory A-8.
O něco později se přidal jeden Fw 190 A-0 (W.Nr.0035), přeznačený na Fw 190 V12. Po něm byly pro nový program výškové stíhačky upraveny další čtyři Fw 190 A-1 (V26 - W.Nr.0046, TI+IK, V27 - 0047, TI+IL V28 - 0048, TI+IM a V29 - 0049, TI+IN), které byly přeznačené na Fw 190 B-0. První z nich, V26, dostal nové zvětšené křídlo (20,3 m² místo původního s plochou 18,3 m²), byla mu odstraněna výzbroj a starý motor nahradil nový BMW 801 D-2 se vstřikovaním GM-1. Kabina byla přetlaková s vyhřívanými bočními stranami perspexového krytu. Takto upravený stroj byl dokončen v lednu 1943 a 9. ledna byl odeslán do testovacího střediska Rechlin.
Druhý a třetí Fw 190 B, V27 a V28, byly dokončené s původním křídlem a s výzbrojí dvou MG 17 v trupu a dvou MG 151/20 v kořenech křídel. Kabinu měly také přetlakovou. Poslední V29 byl stejný, měl ale navíc vstřikování GM-1. Všechny tyto stroje byly nejdřív testovány v Langenhagene a v květnu 1943 se přesunuly na další testy do Rechlinu.
Dalším modifikovaným Fw 190 A-1, který přibyl do programu, byl W.Nr.0055. Byl testovaný v Langenhagene, kde se k němu připojily tři výše jmenované stroje. Testy byly několikrát přerušeny kvůli extrémnímu nedostatku náhradních dílů a neskutečně špatné kvalitě těch, které vůbec dorazily. Testovací piloti si stěžovali na mnohé poruchy přístrojů. Jednou z nejzávažnějších chyb bylo, že rámy kabiny nebyly dostatečně opracované, což způsobovalo, že se ostré hrany zařezávaly do gumových těsnění. To způsobovalo netěsnosti v kabině. Už i tak přepracovaní piloti byli zatěžováni ještě dalšími povinnostmi, když museli podávat zprávy i o dalších zařízeních letadla, které přímo nesouvisely s testovacím programem. Následně se zdrželo testování přetlakových kabin, a tak když byly testy konečně hotové, už byly ve službě jiné úspěšné typy. Hans Sander vzpomínal, že kabiny byly děravé jako řešeto a nehodily se na výškové lety. Zařízení GM-1 bylo zase tak těžké, že už nebylo možné namontovat do letadla výzbroj, a proto další pokusy ztratily význam.

## Fw 190 C
I když byly postaveny prototypy, ani tato verze se nakonec nedostala do sériové výroby. Profesor Tank úzce spolupracoval s firmou Daimler-Benz, což výrazně napomáhalo vývoji nového motoru. Nový řadový dvanáctiválec DB 603 A měl odstředivý kompresor hydraulicky napojený na hřídel a kruhový chladič umístěný před blokem motoru. Prvním prototypem se stal Fw 190 A-1, W.Nr.0036, SK+JS, přeznačený na Fw 190 V13, a který představoval verzi Fw 190 C-0. Dostal nový motor Daimler-Benz DB 603 A-0 se vzletovým výkonem 1750 k, s výkonem 1850 k v 2100 m a 1625 k v 5700 m. Kvůli chladiči by se z dálky mohlo zdát, že měl menší hvězdicový motor, ale při pozornějším pohledu se nedaly přehlédnout za sebou jdoucí výfuky podél nosu letadla. Motor potřeboval navíc rozměrný chladič oleje. Ten byl umístěný pod motorem, před náběžnou hranou křídla. Fw 190 tak úplně změnil vzhled na elegantní štíhlé letadlo. V13 nebyl vyzbrojený a neměl ani přetlakovou kabinu. Až na motor a rozpětí 10,5 m se shodoval s původní verzí A-1. Zkoušky probíhaly od jara 1942. 30. července ale prototyp havaroval a už nebyl opravený.
Do programu se mezitím zapojily další dva stroje verze A-1, a to Fw 190 V15 (W.Nr.0037, CF+OV) a Fw 190 V16 (W.Nr.0038, CF+OW). Stejně jako V13 měly ještě klasické trojlisté vrtule VDM s průměrem 3,5m. V15 měl původně dostat motor DB 603 G, ale nakonec použily verzi A-2 s chladičem pod tělem motoru. V16 dostal motor DB 603 A a kvůli problémům s chlazením byl 2. srpna 1942 odeslaný do továrny Mercedes-Benz v Echterdingene. Tam proběhly testy, které tento problém potvrdily. Inženýři nedokázali problém vyřešit, a tak zkusili vyměnit verzi A za verzi EM, která dosahovala ve výšce 5500 m výkonu 1630 k. S použitím MW 50 stoupl výkon na 2250, resp. 1900 k. Prototyp dosáhl koncem roku 1942 i bez turbokompresoru výšky 12 200 m, pozoruhodné rychlosti 724 km/h ve výšce 7000 m, a stoupavosti 22 m/s. Při zapnutí MW 50 stoupla maximální rychlost na 750 km/h! V16 byl zničený 14. srpna 1944 při náletu na továrnu.
I když to byly velmi dobré výkony, výšku 12 200 m se mu už nepodařilo překonat. Proto museli přidat k motoru turbokompresor, který vyvíjela firma Hirth spolu s DVL (Deutsche Versuchanstalt für Luftfahrt - Německý výzkumný ústav letecký), což byla ještě nikdy nepoužitá novinka. Jeho funkcí bylo zvýšit výstupní výkon motoru ve velkých výškách, kde je už řídký vzduch. Turbokompresor pracoval dobře. Ve výšce 7375 m udržel výkon motoru na hodnotě 1560 k a v 10 000 m dokonce na 1600 k. Jeho turbínu poháněly výfukové plyny z motoru, které vedly od výfuků potrubím přes křídlo do vany pod trupem, kvůli které letadla dostala přezdívku „klokan“. Přebytečné výfukové plyny odcházely výfukem ven, ale většina z nich přešla turbínou pohánějící kompresor, jehož osa otáčení byla rovnoběžná se směrem letu. Množství spalin jdoucích do turbíny se regulovalo klapkou v zadní části potrubí. Výfukové plyny roztáčely turbínu, ta zase kompresor stlačující vzduch, ten šel dál přes mezichladič do kompresoru motoru (proto nebylo nasávání na levé straně trupu). Motor roztáčel čtyřlistovou kovovou vrtuli VDM s průměrem 3,5 m.
Prvním Fw 190, který ale dostal toto vybavení, se na podzim 1942 stal Fw 190 V18 (W.Nr.0040, CF+OY). Ten dostal navíc nové, zvětšené dřevěné ocasní plochy, potřebné na zvládnutí příčné nestability způsobené zvýšeným kroutícím momentem. Okupační jednotky brzy narazily na Němci ovládanou francouzskou továrnu, která vyráběla ocasní plochy pro tato a pozdější letadla. Po osvobození poskytla spojencům tato továrna důležité informace o konstrukci Ta 152.
Štíhlé linie Fw 190 V18 narušil vnější kryt skrývající turbokompresor Hirth 9-2281 (podle jiných zdrojů Hirth TK 11). Standardní třílistou vrtuli nahradila nová čtyřlistá typu VDM (podle některých zpráv to byla čtyřlistá vrtule firmy Schwartz). Stroj nenesl žádnou výzbroj. Později, když se zjistila poruchovost motoru DB 603 G, testování V18 se stále zdržovalo. Profesor Tank nakonec nařídil namontovat nový motor DB 603 A-1. Křídlo zůstalo klasické s rozpětím 10,5 m, i když na továrních výkresech je nakreslený s prodlouženým 12,3m křídlem. 10. prosince byl odeslaný do Echterdingenu. Testovací piloti ho však nedokázali zvládnout. V lednu 1943 za řízení zasedl Hans Sander. Po strastiplném letu a složitém přistání („skákalo jako klokan“) Sander zhodnotil letadlo jako nestabilní ve stoupání, nemožné vyvážit ho ve výšce nad 7700 m a časté propadávání. Sander vykonal s letadlem dalších osm letů, a označil ho za úplný nezdar a za životu nebezpečné. Turbokompresor pod trupem zapříčinil značný posun těžiště vzad. Proto letadlo při přistávání přepadávalo na ocas a následně způsobovalo nebezpečné poskakování. Turbokompresor také nedosahoval vypočítaných 22 000 ot/min ale jen 20 000, pravděpodobně kvůli nesprávně navrženým regulačním klapkám. Přetlaková kabina netěsnila a tak nebylo možné vykonat testy nad 10 000 m.
Inženýři začali okamžitě pracovat na nápravě. Vyzkoušeli několik variant klapek. Je možné, že dokonce vyměnili motor za DB 603 S. Takto upravený prototyp dostal označení Fw 190 V18/U1. Hans Sander znovu zasedl za řízení a ve výšce 11 000 m dosáhl rychlosti 680 km/h. Stále to bylo daleko za očekáváním. Kariéra tohoto stroje ale ještě nekončila, prototyp dostal později nový motor Jumo 213 a sloužil jako prototyp pro Ta 152.
Až po V18 dostal druhý prototyp V15 očekávaný DB 603 G bez turbokompresoru a v této podobě byl testovaný. Potom byl převezený do Stuttgartu, kde dostal i turbokompresor Hirth. Druhý „klokan“ měl problém s napojením potrubí z kompresoru a tak byl odeslán zpět do továrny Focke-Wulf. V15 se později také stal prototypem Ta 152.
Do testování pro verzi C se přidalo i pět dalších prototypů. Byly vybaveny motory DB 603 S-1 a turbokompresory Hirth TK 11, zvětšenou směrovkou a křídly se zvětšenou plochou na 20,3 m². Všechny byly postaveny mezi květnem a červnem 1943 a létaly z letiště Rechlin. Fw 190 V29 (W.Nr.0054, GH+KS) a Fw 190 V30 (W.Nr.0055, GH+KT). V30 měl vybavení shodné s V15. I tady se vyskytly problémy s potrubím z kompresoru, které způsobilo, že prototyp musel být přestavěn. Kov použitý na potrubí, které vedlo horké výfukové plyny z motoru do turbokompresoru, nebyl vhodný a potrubí se ničilo obrovskými teplotami a vydrželo jen několik hodin. Po experimentech se čtyřlistou vrtulí Schwartz se letadlo stalo dalším prototypem Ta 152.
Fw 190 V31 (W.Nr.0056, GH+KU) byl prototypem verze Fw 190 C-1. Byl podobný verzi V30, skončil havárií 29. května 1943 v Rechlinu.
Fw 190 V32 (W.Nr.0057, GH+KV) také představoval verzi C-1. Létal bez turbokompresoru a pravděpodobně i bez přetlakové kabiny. Později došlo k osazení motorem DB 603 G, zvětšení rozpětí křídel a vsazení 500 mm dílu mezi trup a ocasní část, jako u verze D. V kořenech křídel měl kanóny MG 151/20. Později se zařadil do programu Ta 152.
Fw 190 V33 (W.Nr.0058, GH+KW) byl vyzbrojený dvěma MG 151/20 v kořenech křídel. Byl podobný předešlému a také skončil jako prototyp Ta 152.
U verze C se počítalo se silnou výzbrojí dvou MG 131 nad motorem, čtyř kanónů MG 151/20 v křídlech a dalším MG 151/20 v bloku motoru. V dubnu 1944 byl vývoj verze C ukončen.

## Fw 190 D

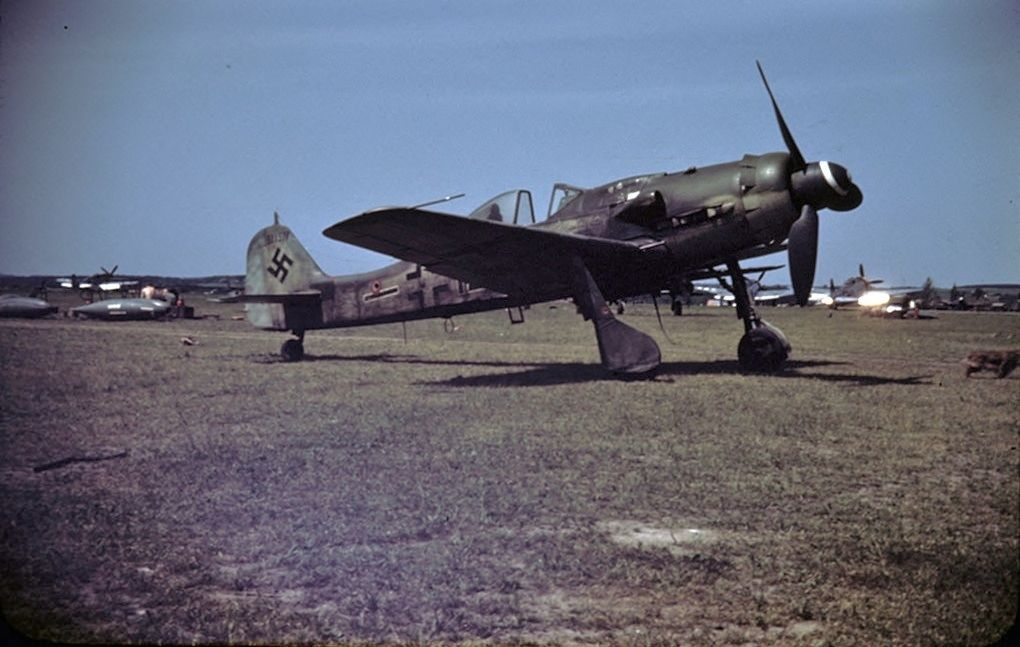
Fw 190 D-9

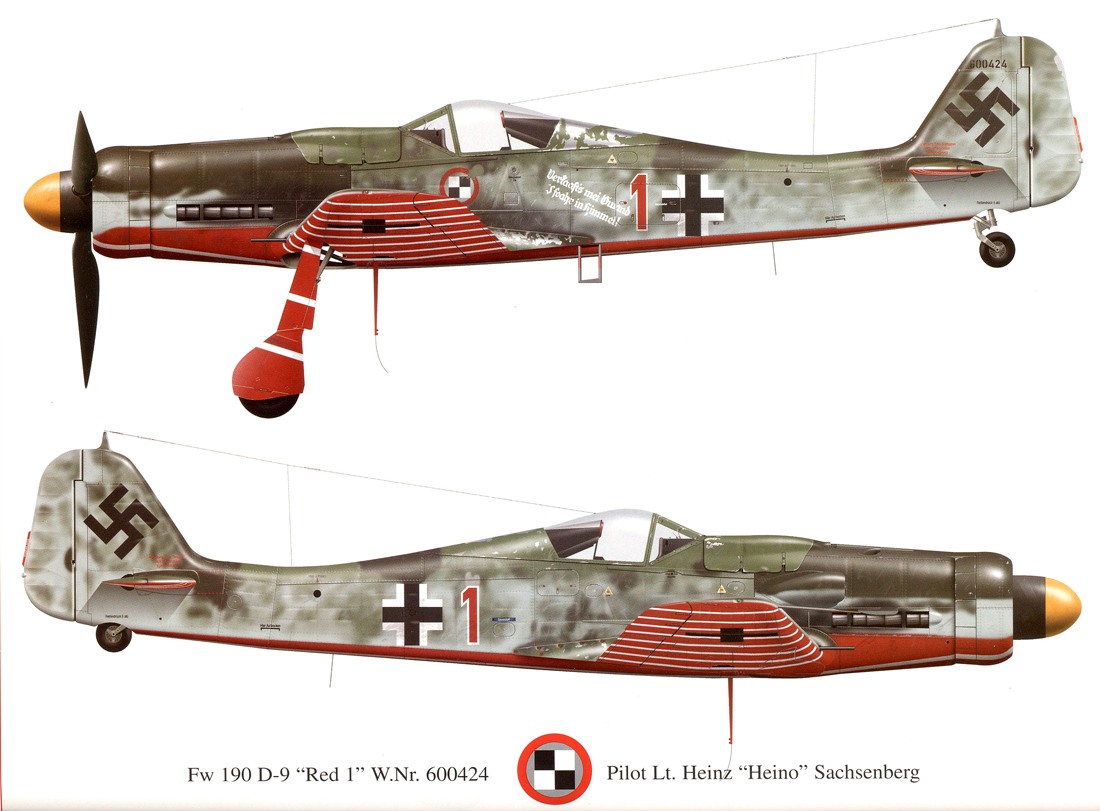
Fw 190 D-9 jednotky JV 44

Stíhací letoun Focke-Wulf Fw 190 D, někdy také nazývaný Langnasen-Dora (dlouhonosá Dora).
Jako prototypů pro verzi D bylo využito šesti letounů Fw 190 A. Letouny byly vybaveny motorem Jumo 213 A. Stroj V21 dostal nové konce křídel, jež zvětšily rozpětí o 11 cm. Trup byl prodloužen o 500 mm kvůli vyvážení, protože řadový motor Jumo 213 A byl delší než původní hvězdicový motor BMW 801. Letouny byly vyzbrojeny dvěma kulomety MG 17 v trupu a dvěma kanóny MG 151/20. Koncem roku obdržely dva letouny motory Jumo 213 A-1 o výkonu 1 776 k a výzbroj tvořily dva kulomety MG 131/13 v trupu a čtyřmi kanóny MG 151/20 v křídlech.
V mnoha ohledech byla "Dora" nejúspěšnější verzí stíhacích Fw 190. Aby se tak mohlo stát, vypracoval Kurt Tank v průběhu roku 1942 osm studií, které označil Fw 190 Ra-1 až Ra-8. Na Fw 190 D se nejvíce odrazily Ra-1, Ra-4 a Ra-8. Ra-1 měla standardní křídlo, motor Jumo 213 a hydraulický podvozek. Ra-4 měl nové křídlo s plochou 20,3 m², hydraulický podvozek a také motor Jumo 213. Ra-8 byl shodná s verzí A, ale měla hydraulický podvozek, prodloužený trup a pár dalších detailů.
Fw 190 B a C trpěl spoustou dětských nemocí, a tak se nikdy nedostaly do výroby. Prioritu dostal Fw 190 D, i když Tank cítil, že motor DB 603 by byl lepším výškovým motorem, než byl Jumo 213, a zároveň by měl větší vývojový potenciál. Motor Jumo 213 byl ale dostupný dříve, a říšské ministerstvo letectví stále odmítalo DB 603. Tank se přesto vždy díval na Doru jako na přechodné řešení, a stále doufal v dostupnost motoru DB 603, který by eventuálně použil v Ta 152.
První prototyp už podobný budoucí Doře byl Fw 190 V19 (W.Nr.0041, GH + KP), vybavený motorem Jumo 213A a představoval ztělesnění studie Ra-1. Byl unikátní mezi ostatními Fw 190 tím, že měl rovnou náběžnou hranu křídla, bez vpředu zalomené kořenové části a také celé křídlo bylo posunuto o 120 mm vpřed. Dostal zvláštní označení Fw 190 Wb-1 (Weiterentwicklungsbau-1 - Pokročilá vývojová konstrukce 1). Nové křídlo se ale neosvědčilo, a proto prototyp dostal opět obyčejné křídlo z verze A-3. Navíc měl zvětšené dřevěné ocasní plochy jako Fw 190 C. Po celou dobu své existence měl prototyp problémy s hydraulikou a elektrickými rozvody. Měl sloužit k testování minimálně dalších šesti motorů (BMW 801J, BMW P.8028, DB 603A, DB 609, DB 614 a DB 623A, případně i BMW 801R). To se nakonec kvůli havárii 16. února 1944 neuskutečnilo.
Jako prototypy verze D bylo vybráno šest draků Fw 190 A-1, z nichž první  Fw 190 V17  (W.Nr.0039, CF + OX) byl zalétán v září 1942 Hptm. Hansem Sanderem jako testovací stroj pro nový motor Junkers Jumo 213A-1 a představoval pokusný stroj verze Ra-8. Kromě nového motoru dostal i nové křídlo verze A-8. Motor Jumo 213 měl chladič kruhovitého tvaru ukrytý na předním konci před třílistou vrtulí. Tětiva svislé ocasní plochy byla prodloužena o 114 mm, čímž se zvětšila její celková plocha. Kompaktní motor byl upevněn čtyřmi svorkami k trupu. Hans Sander ho nepochválil: kritizoval nestabilní horizontální let a problémové rolování. 17. května 1944 proto prototyp přeletěl do Adelheid, kde dostal nový motor Jumo 213A-2 s vrtulí VS 9. Mezi zadní část trupu a ocasní část přibyl jeden panel o délce 500 mm. Jejím účelem bylo vyvážit 600 mm prodloužení přední části trupu po instalaci řadového motoru Jumo 213A, který byl delší než původní hvězdicový. V tomto panelu bylo ukryto devět kyslíkových lahví. Všechny tyto úpravy se odrazily v označení, které se změnilo na Fw 190 V17/U1. Stal se zároveň prvním prototypem verze D-9. Po těchto úpravách byl 6. června 1944 předán do služeb Luftwaffe v Rechlinu. Zde na něm létal jeden z nejlepších pilotů - Heinrich Beauvais. Z něj odvozený Fw 190 D-0 se ale do výroby nedostal.
V17 následovaly do Rechlinu další dva prototypy D-9 - Fw 190 V53 (W.Nr.170003, DU + JC) ještě v červnu a V54 (W.Nr.174024, BH + RX) v červenci. V53 později přešel k verzi D-10. V54 byl identický s V17/U1. Oba byly vybaveny přetlakovými kabinami a výzbrojí dvou MG 131 a dvou MG 151/20. Všechny tyto prototypy byly vybaveny standardními křídly verze A-8 s výjimkou Fw 190 V21 (W.Nr.0043, GH + KR), který dostal nové konce křídel zvětšující jejich rozpětí o 10,84 cm. Na V21 se spolu s V20 (W.Nr.0042, TI + IG) hledal pro nový stroj vhodný typ kapotáže motoru a vstupu vzduchu do kompresoru. Na obou bylo nasávání do kompresoru protaženo až k regulačním klapkám prstencového chladiče a V21 měl navíc zakapotované výfuky, vyvedené jediným zadním otvorem.
V53 a V54 byly zpočátku oba vyzbrojené trupovými kulomety MG 131 a dvěma kanóny MG 151 v kořenech křídel. Na V53 se testovala výzbroj z verze A-8, a proto dostal ještě další dva MG 151 do vnějších pozic křídla jako modifikaci R1, ale nakonec je odmontovali. Oba prototypy byly zničeny při spojeneckém náletu na Langenhagen 5. srpna 1944. V53 už v té době sloužil jako prototyp Ta 152C s motorem DB 603E a byl přeznačení na V68.
Prototypy Fw 190 V22 (W.Nr.0044) a V23 (W.Nr.0045) měly sloužit jako Fw 190 D-1 bez přetlakové kabiny s motory Jumo 213 C-1, s výzbrojí dvou MG 17 a dvou MG 151/20. V26 (W.Nr.0051) a V27 (W.Nr.0052) zase jako Fw 190 D-2 s přetlakovou kabinou, motorem DB 603A, dvěma MG 131 a dvěma MG 151/20. V26 a V27 však RLM téměř hned zavrhlo. Další verze D-3 až D-8 byly přeskočeny a první sériovou verzí se tak jako pokračování A-8 stal Fw 190 D-9, založený na V22, V23 a V46, který se začal vyrábět začátkem léta 1944. Vrtuli VS 111 s průměrem 3500 mm poháněl motor Jumo 213 A-1 o vzletovém výkonu 1 776 k (1 305 kW) a 1 600 k (1 176 kW) ve výšce 4 900 m. Se zařízením MW 50 vzrostl výkon na 2 240 k (1 647 kW) na úrovni moře a 2 000 k (1 470 kW) ve výšce 3400 m. MW 50 však nemohlo být použito po dobu delší než 10 minut bez přestávky, ale paliva něj bylo dost až na 34 minut při spotřebě 150 l/h a nádrži o objemu 115 l, která se nacházela za pilotním prostorem. Naplněna byla však pouze na 85 l z důvodu tlaku. Při porovnání se vstřikováním paliva do kompresoru MW 50 nepřinášelo nějaké zvýšení výkonu, a tak byla tato nádrž pravděpodobně spíše plněná obyčejným palivem (plných 115 l). Mohla tak být využita ke zvýšení doletu nebo zároveň ke zvýšení výkonu. Ke konci války se používala kvůli nedostatečným dodávkám i vrtule typu VS 9.
Výzbroj tvořily dva 20mm kanóny MG 151 v kořenech křídel s 250 náboji na zbraň a dva 13mm kulomety MG 131 se 475 náboji na zbraň pod krytem motoru. V náběžné hraně levého křídla byl fotokulomet BSK 16. Pod křídlem mohly být závěsníky ETC 503 nebo ETC 71 a pod trupem ETC 501. Maximální rychlost byla 575 km/ h na úrovni moře, 639 km/h ve výšce 3 300 m, 686 km/h ve výšce 6600 m a 639 km/ h ve výšce 10 000 m. Výšky 2 000 m dosáhl za 2,1 minuty, 10 000 m za 16,8 minuty. Pod kokpitem byly zavěšeny dvě nádrže, přední o objemu 232 l měla otvor na pravé straně za sacím otvorem kompresoru, zadní o objemu 292 l měla umístěné hrdlo na pravé straně na úrovni odtokové hrany křídla. Nádrž pro MW 50 měla plnicí otvor na levé straně. Dolet na vnitřní nádrže byl 837 km ve výšce 5 600 m. Prázdná hmotnost stroje byla 3 490 kg, s normálním nákladem 4 460 kg a maximální 4840 kg.
Letadlo bylo dobře pancéřované, a to 14 mm pancířem chránícím pilotovu hlavu a ramena a 8 mm pancířem chránícím zadní část sedačky a boky kokpitu. Motor byl chráněn pancéřovými prstenci umístěnými pod krytem. Rádiové vybavení se skládalo z klasického dua FuG 16ZY a FuG 25a IFF. Podvozek byl elektricky zatahovatelný s rozchodem 3500 mm. Používal pneumatiky o rozměrech 740 × 210 mm, ostruhový kolečko 380 × 150 mm (stejně zasouvací). Některé Dory byly dodány s klasickými rovnými překrytým kabin, většina však už s vypouklými. Rovné kryty se ale dodávaly i v roce 1945 pravděpodobně ze stejných důvodů jako vrtule VS 9.
Přestože byla Dora hlavně stíhacím letadlem, nezapomnělo se na možnost nést pumovou výzbroj. Fw 190 D-9/R5 mohl nést čtyři pumy SC 50 nebo jednu SC 250 na závěsníku ETC 501 pod trupem. Spodní část trupu dostala zvláštní pancéřování. Takto vyzbrojené Dory se objevily např. v operaci Bodenplatte. Později se objevily v rámci SG 2 nad územím bývalého Československa a Maďarska. V prosinci RLM stáhlo původní požadavek na stíhačku do špatného počasí, ale zase ji hned vrátilo. Tyto Fw 190 D-9/R11 byly vybaveny radionavigačním přístrojem FuG 125 Hermine, autopilotem PKS 12, indikátorem kurzu LGW K23 a vyhřívaným čelním štítkem kabiny. Takto stihli upravit jen pár strojů, sloužily pravděpodobně u II./JG 301. MW 50 také postihly problémy s dodávkami - do D-9 se montovaly až od ledna 1945. Tehdy se rozběhla jejich výroba v Oldenburgu. Původně se plánovalo označit takto vybavená letadla jako Fw 190 D-9/R20, od toho se ale v praxi upustilo. Další nerealizované plány počítaly s D-9/R1 se dvěma kanóny MG 151 na vnějších pozicích křídla, D-9/R2 se dvěma MK 108 tamtéž, D -9/R6 s dvojicí raketometů W.Gr.21 nebo D-9/R14 se závěsníky ETC 504 pod trupem, na němž měl nést buď torpédo LT 1b nebo BT 1400.
Jako další rozšíření výzbroje, které opravdu zažilo bojový křest, byly neřízené rakety R4M. Pod každou polovinou křídla bylo umístěno dřevěné odpalovací zařízení pro 13 raket. Takto vybavené stroje létaly u I./JG 301. 5. května 1945 přeletělo velké množství letadel Luftwaffe do Norska z letišť v severním Německu a v Dánsku. Několik letadel přistálo na letišti Lister v Norsku a mezi nimi bylo i šest letadel Fw 190 D-9 od II./JG 26. Tři z nich byly vybaveny každé 26 blíže nespecifikovanými raketami. S největší pravděpodobností také šlo o R4M. Byly to stroje W.Nr.210954 (výzbroj 2× MG 151 a 26 raket), W.Nr.400619 (2× MG 131, 2× MG 151, 26 raket, identifikovaný jako " bílá 1 "ze stavu 5./JG 26) a W.Nr.210069 (stejná výzbroj jako předešlý stroj). U JG 301 je zdokumentován pouze jeden stroj vybavený raketami patřící do výrobního bloku 210000. To ale nevylučuje přítomnost více takových letadel u jednotky.
Kvůli šetření strategickými surovinami začala výroba méně namáhaných částí trupu ze dřeva. Často to byly klapky a různé krytky na bocích a spodní straně trupu. Montovalo se vždy to, co bylo právě na skladě. Tak vznikaly různé hybridy, jako např. Fw 190 D-9 s W.Nr.500645 se svislou ocasní plochou z Ta 152.
Dodávky Fw 190 D-9 začaly koncem srpna 1944 z továren Focke-Wulf Cottbus a Hannover/Langenhagen. Zakrátko se k nim připojily i Fieseler Kassel - Waldau a Arbeit-Gemeinschaft Roland. První let Dorou provedl Hptm. Hans Sander 7. září. První jednotka vyzbrojená Dorami byla III./JG 54, dále následovaly Stab., I. a III./JG 2, IV./JG 3, Stab./JG 4, Stab. a II./JG 6, Stab./JG 11, I., II., III. a IV./JG 26, II./JG 300, II./JG 301 a nakonec i JV 44. Jejich častým úkolem bylo chránit vzlétající proudové Me 262, které byly při tomto manévru obzvláště zranitelné kvůli své slabé akceleraci. Zpočátku měli piloti Luftwaffe z nové stíhačky smíšené pocity, protože motor Jumo 213 se dosud používal výhradně jako motor pro bombardéry. Zakrátko však poznali, že mají v rukou rodilého vítěze. Dora překonala ve stoupání a klesání všechny své předchůdce s motory BMW 801 a výborně zvládala výkrut i ve vysokých rychlostech. Zkušený pilot dokázal udělat těsnější okruh s Dorou než s Fw 190 A. Obecný názor pilotů, kteří létali s Fw 190 D-9 byl, že to bylo možná nejlepší vrtulové letadlo Luftwaffe za celou válku. Mnozí piloti si ji dokonce cenili více než P-51D Mustang.
Letadla D-9 se rovněž zúčastnili operace Bodenplatte, masového útoku několika stovek letadel Luftwaffe na spojenecké letiště v Belgii, Francii a Nizozemsku 1. ledna 1945.
Postupující Rudá armáda se v březnu 1945 ocitla v Zora v blízkosti bývalé továrny Focke-Wulf. Na jejím pozemku se našlo velké množství letadel Fw 190 D-9. Nebyly ale použity jako operační stroje, protože podle sovětských pilotů byl Lavočkin La-7 lepším letadlem. Používali je jako pozorovací letadla dělostřelectva a také k výcviku rozeznávání nepřátelských letadel.
Fw 190 D-10 byl pokusnou verzí D-9 s kanónem MK 108 střílejícím dutou hřídelí vrtule a dvěma kanóny MG 151 v kořenech křídel. Ocasní část měla být typu Ta 152 a pohánět ho měl motor Jumo 213C-1 s třílistou dřevěnou vrtulí VS 9. Výkon motoru byl shodný s Jumem 213A, ale umožňoval právě montáž kanónu MK 108. Na verzi D-10 byly přestavěny pouze dva předvýrobní exempláře D-9, a to W.Nr.210001 a 210002. I Fw 190 D-9 W.Nr.170003 byl upraven na D-10, ale s jinou výzbrojí. Sériová výroba měla začít v srpnu 1944, ale už v dubnu byl vývoj zastaven.
Fw 190 D-11 byla bojová varianta poháněn motorem Jumo 213F-1 se vstřikováním MW 50 s dvoustupňovým třírychlostním kompresorem a s vrtulí VS 10. Neměl trupové kulomety, ale kromě dvou MG 151 v kořenech křídel měl v křídlech ještě další dva kanóny MK 108. Od Fw 190D poháněných Jumem 213A se odlišoval zvětšeným sáním s oválným otvorem. Do Adelheid u Brém bylo odesláno na přestavbu sedm Fw 180 A-8, které dostaly označení Fw 190 V55 až V61 (W.Nr.170923, GV + CV; 170924, GV + CW (zalétán 31. srpna); 170926, GV + CY (od 5. září se nacházel v Rechlinu); 170933, GV + DF; 350156, VI + QK (havaroval 9. října); 350157, VI + QL (bez výzbroje); 350158, VI + QM (používaný na testy motorů)). V55 a V56 byly dokončeny v srpnu 1944. V56 vzlétl poprvé 31. srpna. Oba byly vyzbrojeny standardně i trupovými kulomety a neměly křídelní MK 108. Jako první představil aerodynamické změny V57, který je už měl odstraněné a vrchní část motoru měla nový hladký kryt, takže stroj konečně vypadal jako verze D-11. V58 byl po přestavbě v srpnu 1944 zalétán a 1. září ho odeslali do Tarnewitzu na palebné zkoušky, kde se na něm testovali mimo jiné například dva trupové MG 151/20 namísto tolikrát zažitých MG 131. V říjnu dostal V58 v Langenhagenu nový motor, výzbroj se zredukovala na dva MG 151/20 v kořenech křídel a dva MK 108 na vnějších pozicích křídla a koncem března 1945 ho odeslali do Jumo-Werken v Dessau. V59 byl ztracen už 9. října, kdy se v něm zabil motorový inženýr Harry Schilling, který se pro poruchu motoru pokusil o nouzové přistání. Poslední dva prototypy, V60 a V61 byly zalétány v říjnu 1944. Nikdy nebyl dokončen plánovaný Fw 190 D-11/R20 se vstřikováním MW 50 a autopilotem PKS 12, a Fw 190 D-11 / R21 se stejným vybavením jako R20, ale měl mít navíc rádio FuG 125. Kromě sedmi prototypů vzniklo přibližně 20 dalších letadel verze D-11.
Z vyrobených D-11 je znám osud pouze několika. 12. února 1945 přeletěl jeden Fw 190 D-11, W.Nr.220010, z Neuhausenu do Drážďan. 21. února přeletěl jeden Fw 190 D-11, W.Nr.220017, z Altenburgu do Výmaru. S výjimkou V55, V58 a možná V61 se dodnes nezjistilo, kam zmizely ostatní prototypy. V55 se 6. dubna 1945 nacházel v Reinsehlenu a pravděpodobně ho rozstříleli příchozí britské jednotky. V58 a V61 se nějaký čas nacházely ve škole velitelů jednotky (Verbandsführerschule des G.d.J.) v Bad Wörishofenu, což byla jediná jednotka, u které se dá dokázat přítomnost několika Fw 190 D-11. Prototyp V58 skončil kariéru v Mnichově - Rheime jako "červená 4" v rámci ochranné letky JV 44.
Fw 190 D-12 byl stíhací bombardér, který se lišil od D-9 motorem Jumo 213F-1 s dvourychlostním třístupňovým kompresorem a se vzletovým výkonem 2060 k (1515 kW), montovaným pod novým, více pancéřovaným krytem. Výzbroj tvořil jeden 30mm kanón MK 108 střílející dutým hřídelem vrtule a dva 20mm kanóny MG 151 v kořenech křídel. Přestože byl primárně určen k ničení pozemních cílů, byl také vynikající stíhačkou a dosahoval rychlosti 729 km/ h ve výšce 11 200 m s použitím MW 50. Na podzim 1944 byly určeny na přestavbu tři stroje verze A-8, a to Fw 190 V63 (W.Nr.350165, CS + IA), V64 (W.Nr.350166 , CS + IB) a V65 (W.Nr.350167, CS + IC). Výroba byla zahájena v březnu 1945 v továrnách Fiesler a Arado, ale není jisté, kolik ještě stihli vyrobit letadel. Výrobu narušil hlavně nálet na továrnu Rheinmetall-Borsig, která vyráběla kanóny MK 108. Původně měla být celá JG 26 přezbrojena tímto typem do června 1945. Podle známých údajů nebyl verzi D-12 přidělen žádný blok výrobních čísel. Plánovala se také výroba několika subvariant, mezi jinými D-12 / R5 s motorem Jumo 213EG s přídavnou křídelní samosvornou nádrží o objemu 314 litrů. Podle některých zdrojů vznikly pouze dva kusy verze D-12, jeden z nich - bývalý Fw 190 V65, byl dokončen právě jako R5. Byl vyzbrojen jedním MK 108 v bloku motoru a dvěma MG 151/20 E v kořenech křídel. Druhý vyrobený Fw 190 D-12 byl dokončen jako stíhačka Fw 190 D-12/R11 určená pro každé počasí s autopilotem PKS 12 a rádiokompasem FuG 215 Hermine. Tyto stroje byly poháněny motorem Jumo 213F-1 s MW 50. Fw 190 D-12/R14 měl nést letecká torpéda podobně jako D-9/R14 na závěsníku ETC 504, ale nebyl postaven ani jeden.
Fw 190 D-13 se lišil od D-12 motorem Jumo 213EB a 20mm kanónem MG 151 střílejícím osou vrtule namísto nespolehlivého 30 mm MK 108. Přestavbou z A-8 vznikly pouze dva prototypy, a to Fw 190 V62 (W.Nr.732053, SQ + DQ) a V71 (W.Nr.732054, SQ + DR). Jeho variantou se měl stát Fw 190 D-13/R5 se zaměřovačem TSA 2D a pumovými závěsníky ETC 71. Další nerealizovanou studií byl Fw 190 D-13/R21, podobný jako D-12/R21. Pro sérii D-13 byl na rozdíl od D-12 přidělen jeden blok výrobních čísel (836000). Jediným přestavěným (neprototypovým) strojem na verzi D-13/R11 se pravděpodobně stal Fw 190 A-8 (W.Nr.174013, BH + RM), který byl připraven v továrně Focke-Wulf Cottbuss v květnu a přestavba se uskutečnila koncem roku 1944. Byl přidělen k JG 26 a létal na něm Maj. Götz.
Koncem roku 1944 Technisches Amt neočekávaně změnil názor na pohonnou jednotku Fw 190 D. Dosud preferované motory Junkers Jumo 213 měly být nahrazeny motory Daimler-Benz DB 603. V říjnu 1944 byly dva stroje verze D-9 z prvních výrobních sérií (W.Nr.210040 a 210043) vybavené v továrně v Sorau motory DB 603AE a odeslány do pokusného střediska Daimler-Benz Erprobungstelle v Echterdingenu. Letadla byla přezdívána Haspel-Jäger (Haspelovy stíhačky, podle příjmení generálního ředitele továrny Daimler-Benz, Dr. Ing. Haspela). W.Nr.210043 dosáhl během zkoušek maximální rychlost 558 km/h při zemi, 662 km/h ve výšce 6500 m a dostup 10 000 metrů. 210040 byl později zatmelen a vyleštěn, což zvýšilo jeho maximální rychlost o dalších 20 km/h. Oba stroje prošly testy bez závěsníků ETC 504. Na základě těchto testů byla naplánována výroba verze Fw 190 D-14 s motorem DB 603E nebo LA, kterou představovaly prototypy Fw 190 V76 (W.Nr.210004, TS + DN) a V77 (W.Nr.200043, TS + DQ), oba dokončené s motory DB 603 LA. Německé kapitulace ukončila testování těchto prototypů.
Mezi 11. a 17. březnem přelétlo od frontových jednotek 15 Fw 190 D-9 do továrny Daimler-Benz v Echterdingenu k přestavbě na verzi Fw 190 D-15:
11. března – W.Nr.601071
12. března – W.Nr.601098, 601093, 601096, 601075, 601089 a 601102
13. března – W.Nr.601063, 601079, 601289, 601104 a 601286
14. března – W.Nr.601099
16. března – W.Nr.601068
17. března – W.Nr.601080
Namísto motorů Jumo 213A-1 měly být vybaveny novými DB 603G s vrtulí VDM a o vzletovém výkonu 1 397 kW (1 900 k) a maximálním výkonu 1 147 kW (1 560 k) ve výšce 7 400 metrů. S MW 50 měl výkon vzrůst až na hranici 2 260 k, takže letadlo mělo být schopné dosáhnout rychlosti 700 km/h a dostupu 12 000 m. D-15 měly dostat rádiokompas FuG 125 Hermine a autopilota PKS 12 a namísto standardní ocasní plochy měla být použita větší z Ta 152. Výzbroj tvořily dva MG 151/20 v kořenech a dva MK 108 ve vnějších pozicích křídla. Do obsazení továrny americkými vojsky byl přestavěn a zalétán minimálně jeden stroj.
Dodávky verze D skončily v dubnu 1945. Celkem vzniklo 1805 kusů verze Fw 190 D-9. V prosinci 1944 vyráběla továrna v Marienburgu, částečně zničena nálety, osm letadel denně. Celkový počet vyrobených strojů Fw 190 všech verzí je přibližně 20 000. Luftwaffe do konce roku 1944 převzala 16 724 letadel. Neúplné údaje z roku 1945 dovolují připočítat k tomuto množství více než 2700 kusů. V muzeu WPAFB v Daytonu ve státě Ohio se nachází jeden Fw 190 D-9. Jeden Fw 190 D-13 je v Champlin Fighter Museum ve Falcon Field, Mesa v Arizoně.

### Fw 190 D-9

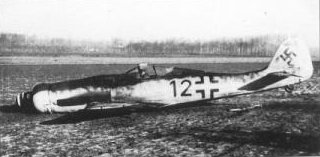
Letoun Fw 190 D-9, který nouzově přistál 1. ledna 1945 poblíž Bruselu

Výzbroj tvořily dva kanóny MG 151/20 v křídlech, dva kulomety MG 131/13 v trupu, závěsník ETC 501 pod trupem a závěsníky ETC 71 nebo ETC 503 pod křídly. Stroj obdržel nový zaměřovač TSA 2 D a zařízení MW 50.
- Fw 190 D-9/R11 – doplňkové vybavení autopilot PKS 12 a FuG 125 Hermine.

### Fw 190 D-10
Motor Jumo 213 A-1 byl nahrazen motorem Jumo 213 C. Výzbroj byla zredukována na jeden kanón MK 108/30 střílejícího osou vrtule a jednoho kanónu MG 151/20 v pravém křídle.

### Fw 190 D-11
Oproti Fw 190 D-10 byly vyzbrojeny další dvojicí kanónů MK 108/30 umístěných ve vnějších částech křídel. Naopak v trupu a motoru neměl Fw 190 D-11 žádnou výzbroj. Jako pohon byl použit Jumo 213 F nebo F-1.

### Fw 190 D-12

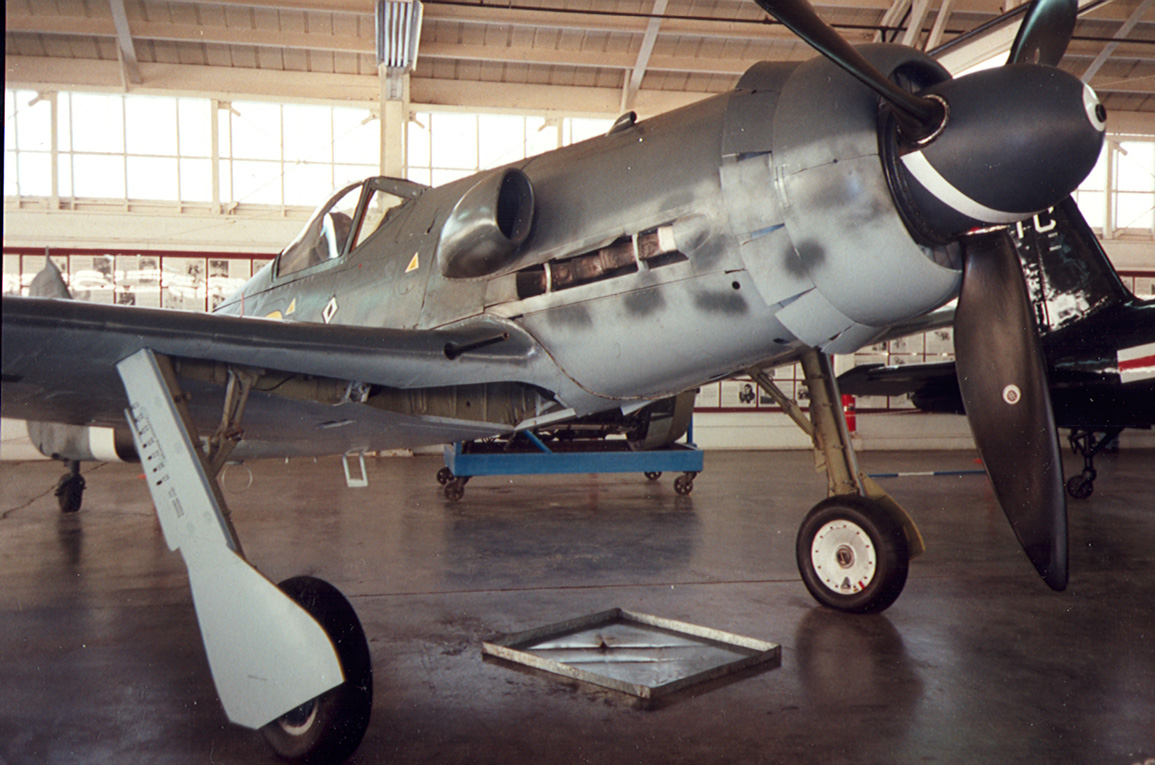
Fw 190 D-13/R11, Champlin Fighter Museum, Mesa, Arizona

Pohon obstarával motor Jumo 213 F-l se zařízením MW 50 . Bylo zesíleno pancéřování a výzbroj tvořil kanón MK 108/30 střílejícího osou vrtule a dva kanóny MG 151/20 v kořenech křídla.

### Fw 190 D-13
Motor Jumo 213 F, bylo vyrobeno přinejmenším 4 až 5 kusů. Výzbroj tvořily tři 20mm kanony MG 151/20 E. Jeden ze strojů (posledního velitele JG26, Frantze Götze) se dochoval dodnes v USA a je teoreticky letuschopný.

### Fw 190 D-14 a D15
Pohon měly obstarávat motory DB 603 E a DB 603 G. Byl postaven pouze jediný letoun verze D-15 s motorem DB 603 G.

## Fw 190 F

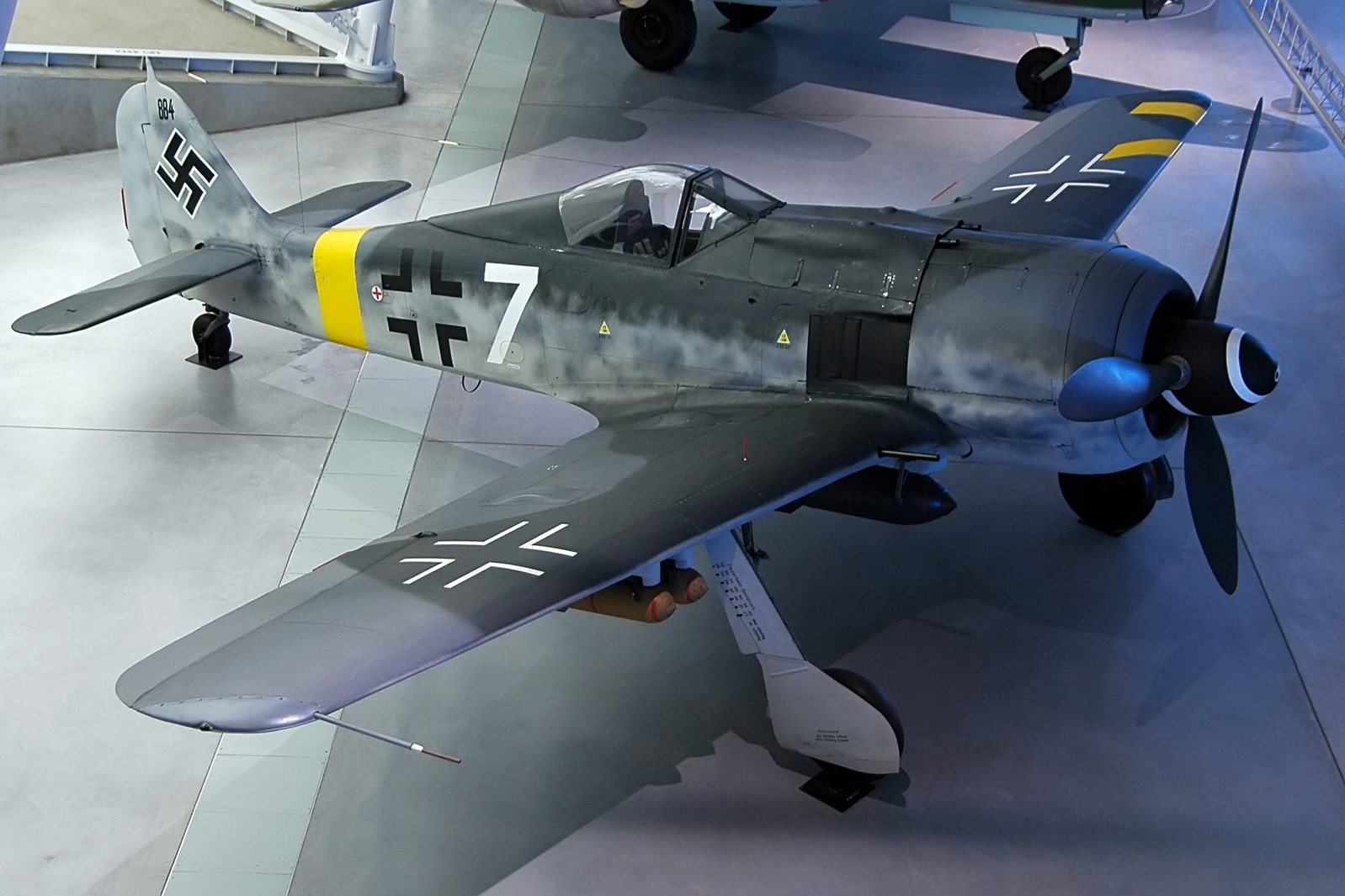
Fw 190 F-8

Pozitivní výsledky, které provázely Fw 190 od jeho uvedení, přinutily RLM zamyslet se, zda by se nedal využít i pro jiné účely než je stíhání. Největší naděje se vkládala do úpravy Fw 190A na stíhací bombardér. Počítalo se s ním jako s náhradou zastaralého Hs 123 a částečně i střemhlavého Ju 87, který stále odváděl kus dobré práce, zejména na východní frontě.
Začátkem roku 1942 rozšířilo RLM specifikace pro Fw 190 a nařídilo vývoj letadla určeného na útočné akce a pro blízkou podporu (Schlachtflugzeug). Speciální studie upraveného trupu Fw 190 byla označena jako Ra-2 (Rechnerische Ankündigung 2 = prozatímní řešení 2). V květnu 1942 začaly testy s upraveným Fw 190 A-0/U4 (W.Nr.0008). Toto letadlo dostalo pod křídla a trup záchytné body pro pumové závěsníky ETC 50 určené k zavěšení 50 kg pum. Výsledky byly tak slibné, že vývojové práce pokračovaly dál. Od začátku byl největší problém velký nárůst hmotnosti letadla. Ta vzrostla nejen díky nákladu pum, ale i díky potřebě většího pancéřování k ochraně před palbou ze země. Pancíř skládal z plátů chránících nádrže, motor a podvozek. Původně plánované pancéřování kokpitu bylo kvůli velké váze letadla vypuštěno. Z téhož důvodu nebyly použity nové zesílené podvozkové podpěry, ale místo toho se pouze zvětšily tlumiče.
V návaznosti na výrobu Fw 190 A se počáteční vývojové práce omezily na úpravy verzí A-3, A-4 a A-5. Tato letadla již sloužila v Luftwaffe a byla vhodná k stíhacím i bombardovacím účelům. Aby se jejich hmotnost snížila, byly jim odebrány kanóny MG FF ze křídel.
Se zvýšenou výzbrojí klesala rychlost. Například se třemi podvěšenými pumami SC 250 klesla rychlost při zemi o 50 km/h, čímž se letadlo stávalo zranitelnějším. Proto se hledaly možnosti zvýšení výkonu. Nejslibnějším se zdálo přídavné vstřikování C3. Od 1. května do začátku července 1943 probíhaly testy na šesti strojích: Fw 190 A-4 W.Nr.231 (SB + IK), W.Nr.255 (PG + GJ), W.Nr.615 (BC + XO), W.Nr.5751 (DO + ZS) a Fw 190 A-5 W.Nr.1288 (SS + GL). U těchto zvýšily vstřikováním C3 tlak na 1,65 atm při 2700 ot/min. DO + ZS během druhého letu na zvýšený nouzový výkon (erhöhte Notleistung) při přistávání havaroval a na jeho místo nastoupil jiný stroj (RM + GU). Během testování nalétali 32 h 13 min na zvýšený nouzový výkon. Během vstřikování C3 vzrostl výkon BMW 801D na přibližně 2 060 k v nulové výšce. Rychlost stoupla u různých strojů různě mezi 30 a 45 km/h.

### Fw 190 F-1
Jde o osmnáct letounů Fw 190 A-4/U3 přeznačených na bitevní verzi. Stroj byl vybaven jedním podtrupovým závěsníkem ETC 501. který umožňoval podvěšení 300l nádrže. Spodní část motoru a kabiny byla dodatečně opancéřována. Křídelní kanóny MG FF byly obvykle demontovány.

### Fw 190 F-2
Jde o 271 letounů Fw 190 A-5/U3 přeznačených na bitevní verzi se čtyřmi podkřídlovými závěsníky ETC 50.

### Fw 190 F-3
Oproti základnímu Fw 190 A-6, který se vyráběl souběžně, se tato varianta odlišuje především vypouklým krytem kabiny. Stroj měl přídavné pancéřování spodních partií. Vyrobeno bylo přibližně 250 kusů.
- Fw 190 F-3/R1 - Výzbroj byla tvořena podtrupovým závěsníkem ETC 501, čtyřmi podkřídlovými závěsníky ETC 50 a střeleckou výzbrojí složenou ze dvou trupových kulometů MG 17 a dvou kanónů MG 15/20. Velké množství letounů bylo upraveno na verzi Trop.
- Fw 190 F-3/R2 - Výzbroj byla doplněna dvěma přídavnými kanóny MK 103 ráže 30 mm umístěnými pod křídly.
- Fw 190 F-3/R3 - Výzbroj tvořena třemi kanóny MK 103 s novými kryty a lafetací.

### Fw 190 F-4
Oproti verzi F-3 měl mít elektrickou inicializaci odhozu pum. Nevyráběl se sériově.

### Fw 190 F-5
Pohon měl obstarávat motor BMW 801 F. Nevyráběl se.

### Fw 190 F-6
Motor BMW 801 F a zesílené křídlo verze A-6. Nevyráběl se.

### Fw 190 F-7
Vycházela z letounu A-7, ale k výrobě nedošlo.

### Fw 190 F-8
Vycházela z letounu A-8. Motor BMW 801 D-2
- Fw 190 F-8/U1 - Stroj byl vybaven závěsníkem ETC 501 a dvěma podkřídlovými závěsníky ETC 503, jež umožňovaly nést 250 kg pumy.
- Fw 190 F-8/U2 - Výzbroj tvořilo torpédo BT 700 na závěsníku ETC 501 nebo dvě torpéda BT 400 na závěsnících ETC 503.[zdroj⁠?!]
- Fw 190 F-8/U3 - Možnost nesení torpéda BT 1400 na závěsníku ETC 502.
- Fw 190 F-8/U4 - Úprava pro lety za každého počasí. Mezi speciální vybavení patřil autopilot PKS 12 A a radiovýškoměr FuG 101. Výzbroj tvořily dva kanóny MG 151/20 v křídlech. Stroj byl vybaven dvěma podkřídlovými závěsníky ETC 503. Vyroben byl pouze 1 kus.
- Fw 190 F-8/U5 - Zjednodušená varianta U-2.
- Fw 190 F-8/R1 - Varianta se závěsníky ETC 50 pod křídly. Později s ETC 71.
- Fw 190 F-8/R3 – Výzbroj tvořily dva kanóny MK 103/30 mm pod křídly.

### Fw 190 F-9
Obdoba F-8 s motorem BMW 801 TS. Změny doznal kryt kabiny.

## Fw 190 G

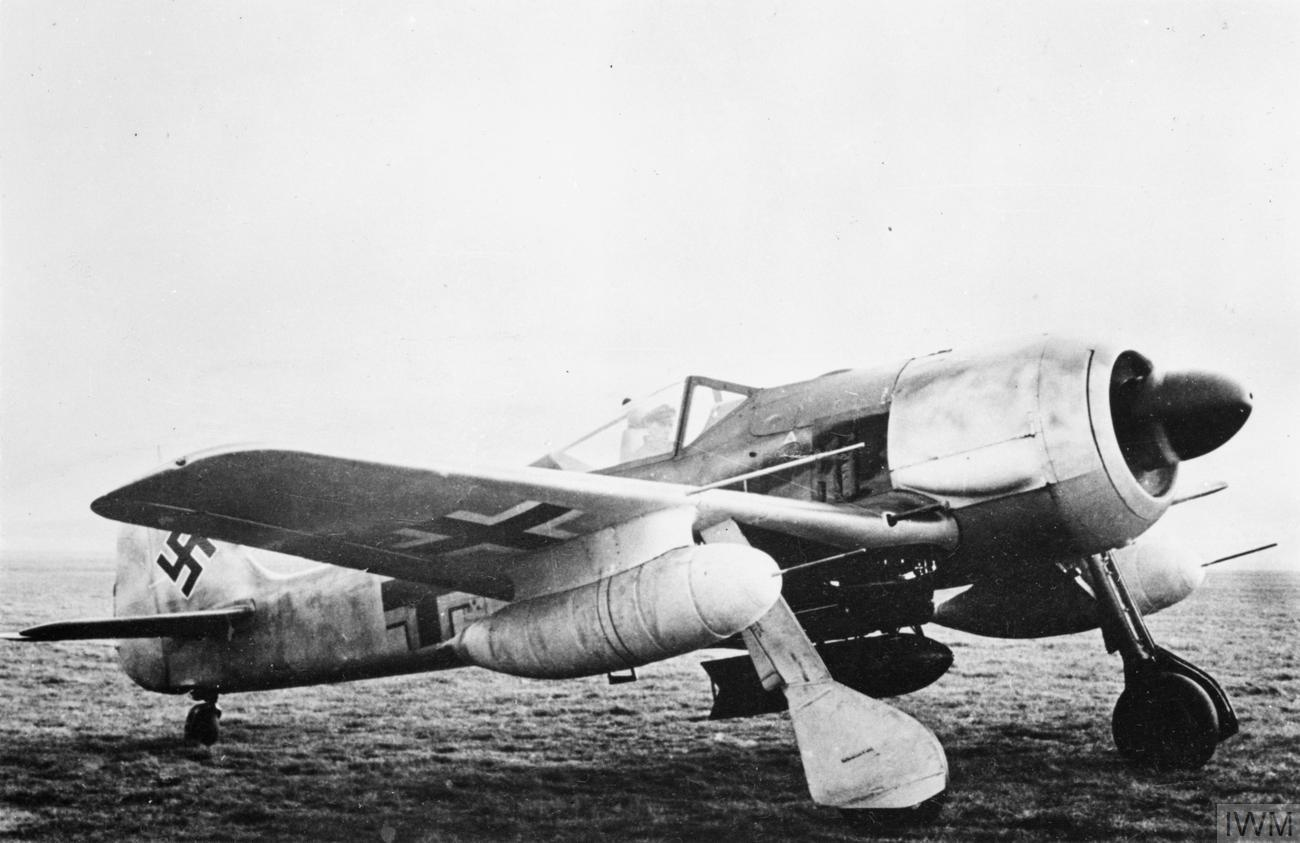
Fw 190 G-1 s 250 kg pumou na závěsníku ETC 250 a přídavnými nádržemi pod křídly

Téměř souběžně se začátkem výroby útočné verze Fw 190 F určené na blízkou podporu (Schlachtflugzeug) začal z výrobních linek sjíždět stíhací bombardér s velkým doletem, Jabo-Rei (Jagdbomber mit vergrösserter Reichweite), označený jako Fw 190 G. Tato verze měla pokrýt požadavky stíhacích jednotek, které žádaly stíhací letoun se schopností nést zbraně určené pro pozemní útok na vzdálenosti větší, než 500 - 600 km, což byl dolet verze F.

### Fw 190 G-1
Varianta letounu Fw 190 A-4. Výzbroj byla zredukována na dva kanóny MG 151/20 a závěsník ETC 501, jenž umožňoval podvěšení 300l přídavné nádrže. či 500kg SC-500 nebo 250kg SC-250 pumy a při použití adaptéru ER 4 čtyř 50kg pum SC-50. Pod každým křídlem se nacházel závěsník typu Weserflugträger umožňující podvěšení 300l přídavné nádrže.

### Fw 190 G-2
Jde o úpravu letounu Fw 190A-5, u něhož došlo k mírnému prodloužení trupu. Výzbroj a výstroj je totožná s verzí G-1.
- Fw 190 G-2/N – Jednalo se o dálkový noční bombardér. Stroje obdržely výfukové clony a dva přistávací reflektory. Výzbroj tvořili pouze dva kanóny MG 151/20.

### Fw 190 G-3
Byl vybavený autopilotem PKS-11 a jinými závěsníky bomb. U motorů BMW 801 D-2 se začala používat soustava přímého vstřikování, která zvýšila výkon na 1875 koní. U některých letadel bylo využito zařízení pro stříhání lan balónové baráže.
- Fw 190 G-3/Trop - úprava s protiprachovým filtrem a dalším speciálním vybavením pro podmínky středozemí.

### Fw 190 G-7
Pro použití širší palety výzbroje došlo k prodloužení nohy ostruhového kolečka.

### Fw 190 G-8
Tato verze byla odvozena od Fw 190 A-8. Typ G-8 byl koncem války nasazen i s vůbec nejtěžší pumou, s jakou za druhé světové války vzlétl jednomotorový letoun. Puma SC 1800 měla hmotnost 1800 kg.
- Fw 190 G-8/R3 - Letouny se zařízením MW 50.
- Fw 190 G-8/R4 - Nainstalována soustava pro vstřikování oxidu dusného.
- Fw 190 G-8/R5 - Čtyři podkřídlové závěsníky ETC 50 místo dvou ETC 503.

## Fw 190 S

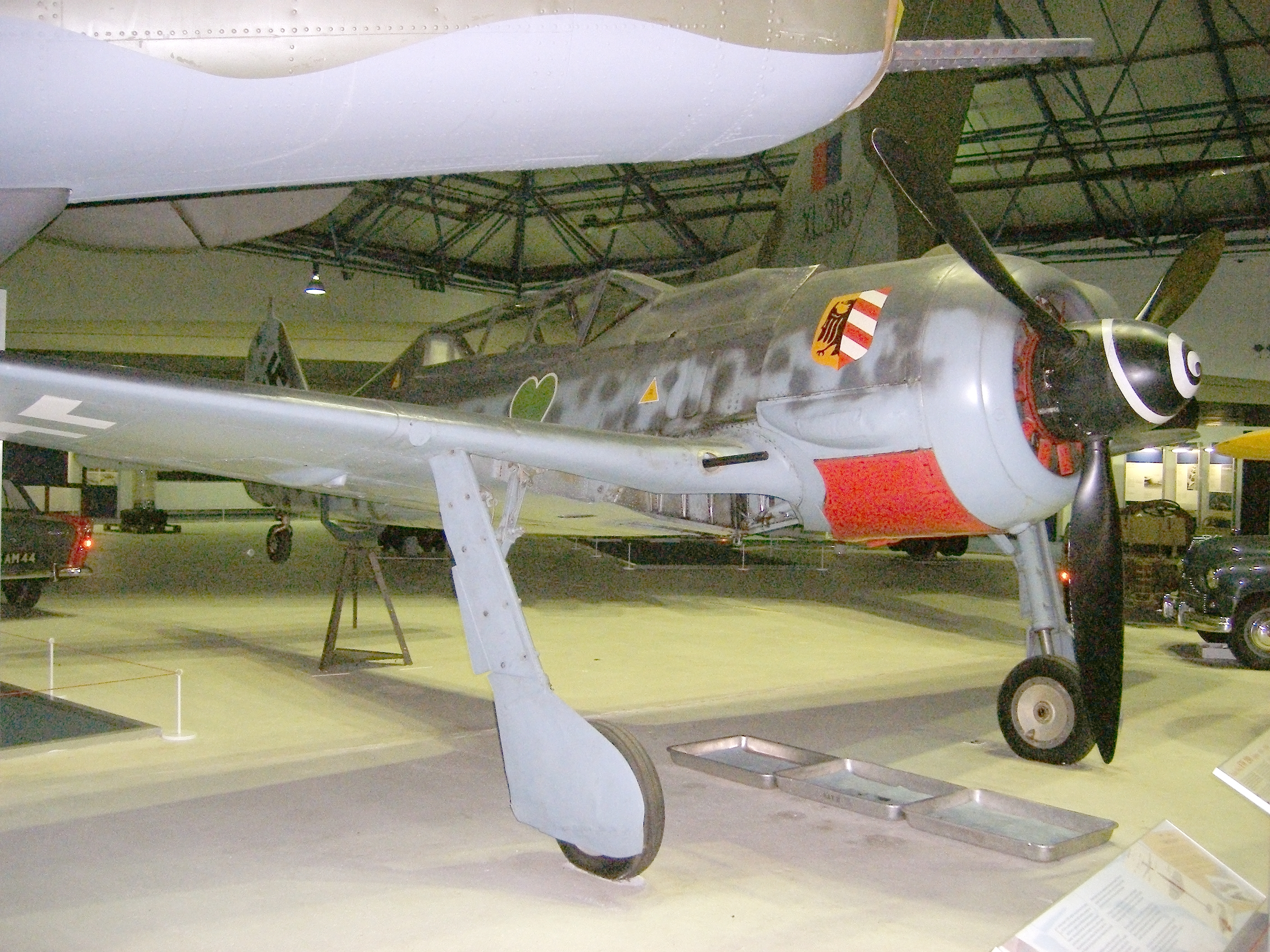
Fw 190F-8/U1 (přestavěn jako S-8), Wk Nr 584219, "Black 30"

V důsledku reorganizace jednotek střemhlavých bombardérů na stíhací a bombardovací a potřeby výcviku pilotů Ju 87 na stíhací Fw 190 objednala Luftwaffe dvoumístnou cvičnou verzi odvozenou od Fw 190.
Na podzim 1943 byl na přestavbu vybrán jeden Fw 190 A-5 (W.Nr.410011, GO + MV) a následně zalétán v Langenhagenu. Druhé sedadlo bylo umístěno hned za prvním na místě, kde byla normální nádrž pro MW 50, které se v cvičných verzích nepoužívalo. Zadní část krytu kabiny byla modifikována. Měla třetí část otevírající se do strany (podobně jako u Bf 109G-12) ukončenou splývavou duralovou nástavbou na vrchu zadní části trupu. Tři stroje byly přestavěny a označeny jako vzory pro sériové cvičné letouny. K nim se měla přidat poškozená letadla stažená od řadových jednotek a upravená polními opravárenskými dílnami. Kvůli tomu je obtížné zjistit přesný počet letadel verzí A-5 a A-8 upravených na dvoumístné cvičné. Byl jich však relativně malý počet. Dostaly označení Fw 190 S-5 a S-8 (S = Schulflugzeug = cvičný letoun). Přesto jediný zachovaný cvičný Fw 190 je podle originálního označení výrobce Fw 190 F-8/U1 (W.Nr.584219).

## Mistel
Podobně jako Bf 109 byla i letadla Fw 190 verzí A, F a G použita jako vodící letadla pro nepilotované bombardéry Ju 88 tzv. létající pumy. Takto spojená letadla se nazývala Mistel (Jmelí) a Mistel S určené pro výcvik s pilotovaným Ju 88. Pro tento bombardér byly vytvořeny různé typy bojových hlavic s trhavou náloží, umístěných v přední části trupu namísto kokpitu. Vzniklo několik variant letadel Mistel a Mistel S. Hlavním rozdílem mezi nimi byly verze použitých Ju 88 a vodících letadel. Fw 190 se používal u následujících verzí:
- Mistel 2 - bojová verze složená z Fw 190 A-8 a Ju 88G-1. Koncem roku 1944 bylo objednáno 125 kusů. Oba používaly stejné palivo C3, takže ho Fw 190 mohl čerpat přímo z velkých nádrží bombardéru. Kvůli většímu doletu byly pod Ju 88 zavěšeny přídavné nádrže.
- Mistel S2 - cvičná verze.
- Mistel 3A - Fw 190 A -6 + Ju 88 A-4. Používaly různé palivo (C3 pro Fw 190 a B4 pro Ju 88).
- Mistel S3A - cvičná verze .
- Mistel 3B - bojová verze složená z Fw 190 A-6 nebo A-8 a Ju 88H-4. Výbušná hlavice měla hmotnost 1 500kg. Také používali různé palivo.
- Mistel S3B - cvičná verze.
- Mistel 3C - bojová verze. Tvořily ji Fw 190 F a Ju 88G-10 používající různé palivo.
- Mistel S3C - cvičná verze.

Fw 190 upravený pro sadu Mistel měl odstraněnou výzbroj a pod krytem motoru před kabinou byla přídavná olejová nádrž (používala ji i většina letadel G-8). Na křídlech a trupu byly záchytné body k připojení k bombardéru pomocí speciální konstrukce s konektory elektroinstalace a ovládání. Pro řízení spodního letadla se používal přístroj Askania TSA 1. Kvůli velkému množství modifikací upravených pro použití v souborech Mistel dostala letadla dodatečné označení M (např. Fw 190 A-8/M). Vyvinutý, ale nerealizovaný zůstal projekt Mistelu složeného z Fw 190 a Ta 154. Výzkumná a vývojová centra pracující na těchto projektech se nacházela v Nordhausenu, opravárenské továrně v Lipsku-Mockau a v ATG v Merseburgu.

## Uživatelé
Německo
- Luftwaffe

 Československo

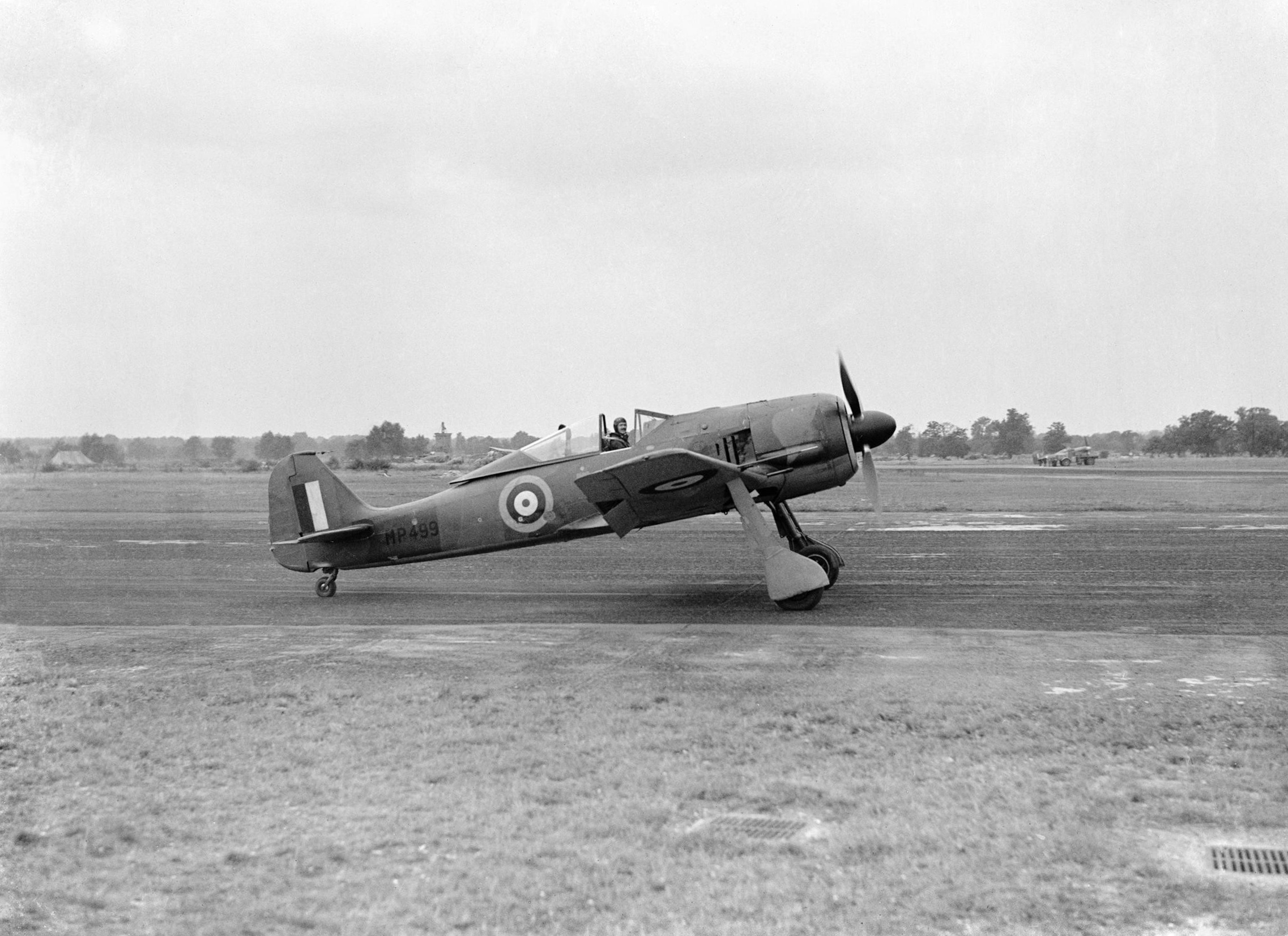
Ukořistěný Focke-Wulf Fw 190A-3 sloužící u Royal Aircraft Establishment.

- Československé letectvo (po válce)

 Francie
- Francouzské letectvo po válce objednalo 64 letadel z továrny SNCA. Model Fw 190 A-5/A-6, který byl vybrán nesl označení NC 900. Letadla sloužila krátkou dobu a byla stažena ze služby kvůli problémům s motory.
- Francouzské námořnictvo (po válce)

 Maďarsko
- Maďarské královské letectvo celkem obdrželo 72 Fw 190F-8 na začátku listopadu 1944. Původně sloužily u 102. vadászbombázó század, později u 102. csatarepulö osztály (102. stíhací-bombardovací eskadra, později křídlo) a sloužily jako bitevní na východní frontě v letech 1944–45.[11]

 Japonsko
- Japonské císařské armádní letectvo obdrželo jeden Fw 190A-5 k testování.[12]

 Španělsko
- Španělské letectvo - sloužily zde Fw 190A-2,3,4, Fw 190 A-8 a G u dobrovolníků z Modré divize (15ª Spanische Staffel, JG 51 "Mölders" VIII. Fliegerkorps, spadající pod LuftFlotte 4) na východní frontě (z Orlu během září 1942 do Bobrujska, během července 1943) a obraně říše nad Německem.

 Rumunsko
- Rumunské letectvo - následně s převratem 23. srpna 1944, po kterém Rumunsko opustilo státy Osy, ukořistilo 22 německých Fw 190 A a F.[13][14] Letadla nebyla operačně nasazena.[15] Devět provozuschopných Fw 190 bylo později zabaveno Sovětským svazem.[16]

 Turecko
- Turecké letectvo - od poloviny roku 1942 obdrželo 72 kusů Fw 190 A-3a (exportní model stroje A-3, zkratka pro ausländisch—zahraniční) z Německa jako modernizaci svého letectva. Byly to v základu Fw 190 A-3 s motory BMW 801 D-2 přístroji FuG VIIa a výzbrojí MG 17 s možností záměny za kanon MG-FF/M. Objednávka trvala od října 1942 do března 1943 a Fw 190 zůstaly ve službě do let 1948–49.

 Spojené království
- Royal Air Force - minimálně jeden ukořistěný FW 190A-3

 Jugoslávie
- Jugoslávské letectvo - po válce, jeden letoun.

## Specifikace (Fw 190 A-8)

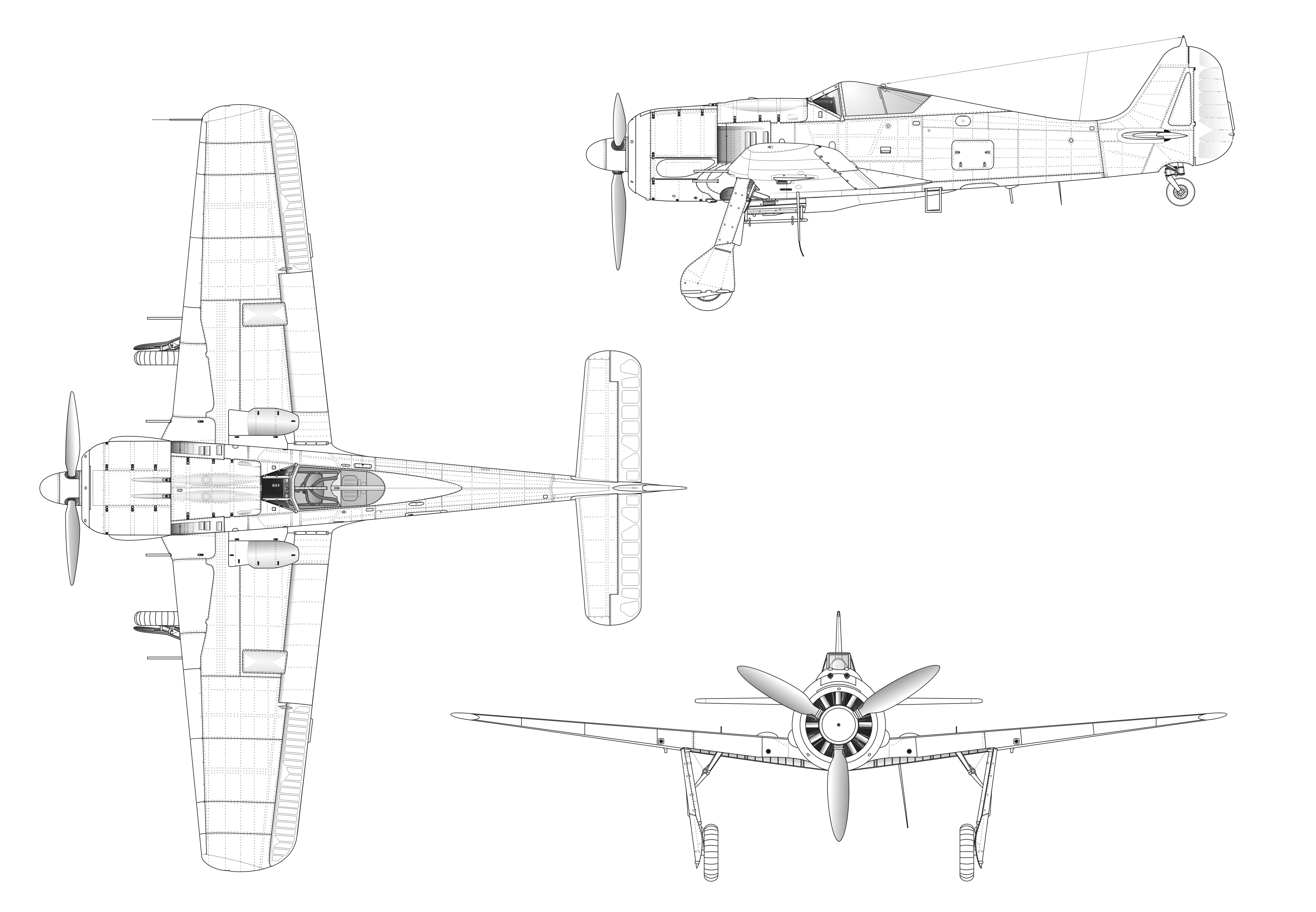
Fw 190A-8

### Technické údaje
- Osádka: 1
- Rozpětí: 10,51 m
- Délka: 9 m
- Výška: 3,95 m
- Nosná plocha: 18,3 m²
- Plošné zatížení: 239 kg/m²
- Hmotnost prázdného stroje: 3050 kg
- Vzletová hmotnost: 4390 kg (s palivem ve všech třech trupových nádržích)
- Maximální vzletová hmotnost: přibližně 4900 kg (s 500kg pumou)
- Pohonná jednotka: 1× hvězdicový motor BMW 801D-2 (u Fw 190 A-8 se používaly dva plnicí tlaky, viz níže, dva různé motory 801 D-2 tedy mohly mít jiný výkon)
- Výkon pohonné jednotky: 1730 PS (1,42 ATA), 2050 PS (1,58 - první stupeň kompresoru/1,65 ATA - druhý stupeň kompresoru, automaticky se zapíná ve výšce okolo 3 km)
- Poměr výkon/hmotnost: 0,39 - 0,46 PS/kg

### Výkony
- Maximální rychlost u země: 545 km/h (1,42 ATA), 575 km/h (1,58 ATA)
- Maximální rychlost v optimální výšce: 645 km/h (1,42 ATA), 656 km/h (1,65 ATA) ve výšce 5500 m
- Maximální rychlost ve střemhlavém letu: přes 950 km/h
- Dostup: bojový: 9900 m, maximální: 10 600 m
- Maximální stoupavost u země: 16 m/s (1,42 ATA), 18 m/s (1,58 ATA)
- Dolet: 800 km

### Výzbroj
Základní verze:
- 2× 13mm kulomet MG 131/13 se 475 náboji na zbraň
- 4× 20mm kanón MG 151/20E s 200–250 náboji na zbraň (vnitřní) a 130–140 náboji na zbraň (vnější)

## Specifikace (Fw 190D-9)

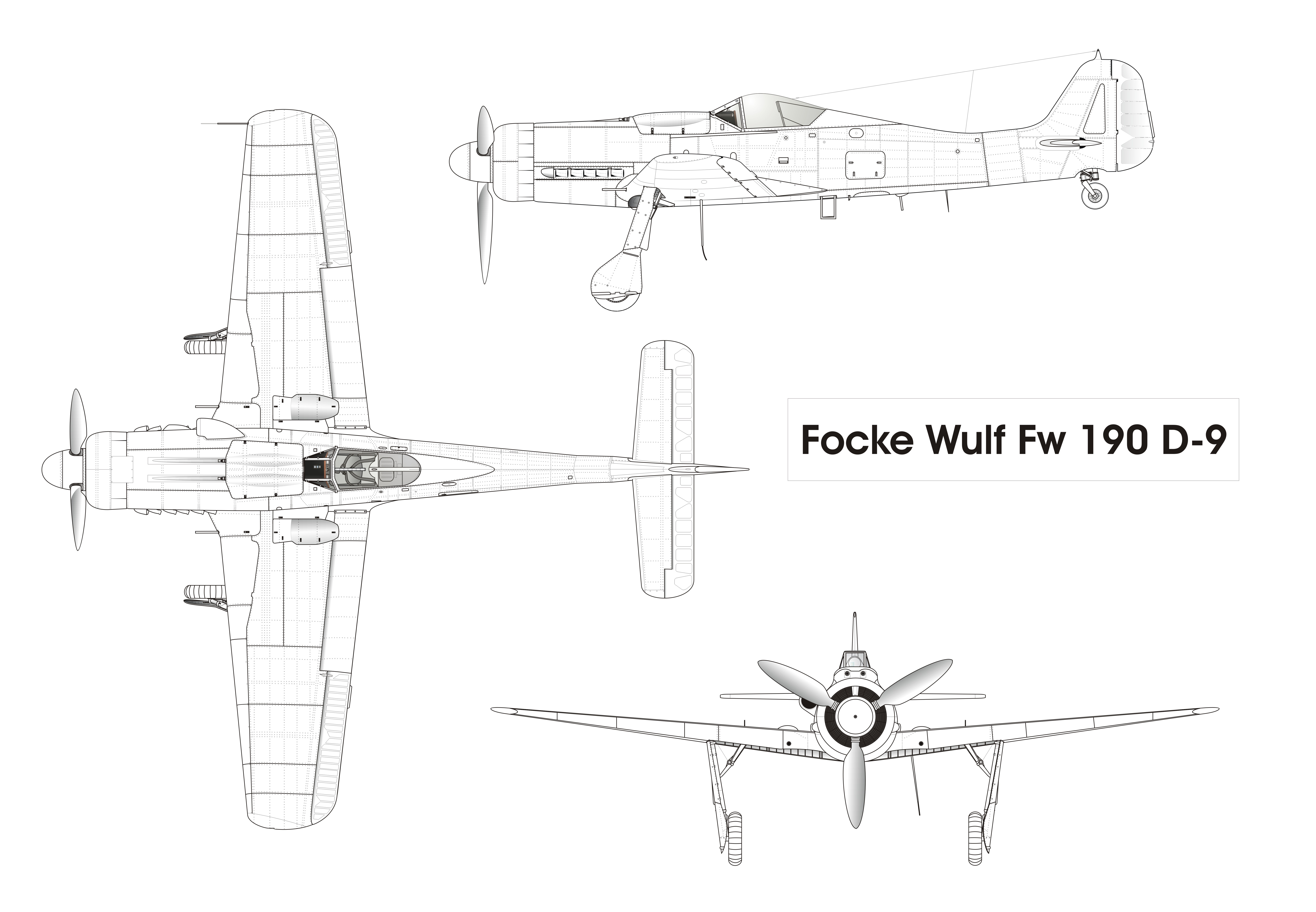
Fw 190D-9

### Technické údaje
- Osádka: 1
- Rozpětí: 10,50 m
- Délka: 10,20 m
- Výška: 3,35 m
- Nosná plocha: 18,3 m²
- Hmotnost prázdného stroje: 3490 kg
- Vzletová hmotnost: 4270 kg
- Maximální vzletová hmotnost: přibližně 4840 kg
- Pohonná jednotka: 1 × Junkers Jumo 213A
- Výkon pohonné jednotky: 1776 PS, 2240 PS se vstřikem MW-50

### Výkony
- Maximální rychlost u země: 575 km/h
- Maximální rychlost v optimální výšce: 686 km/h ve výšce 6600 m (některé zdroje udávají až 710 km/h)
- Dostup: 12 000 m
- Maximální stoupavost u země: 17 m/s
- Dolet: 836 km

### Výzbroj
Základní verze:
- 2× 13mm kulomet MG 131/13 se 475 náboji na zbraň
- 2× 20mm kanón MG 151/20 s 250 náboji na zbraň[17]
- 1x 500 kg bomba

## Dochované letouny
V publikacích a na internetu lze nalézt různé seznamy dochovaných exemplářů. Ovšem obraz, který tyto seznamy vytváří je značně nepřehledný, neboť kombinuje skutečně existující letouny s částmi z vraků, které byly vykopány nebo nalezeny v uplynulých desetiletích. V některých případech byly fragmenty strojů v USA registrovány leteckými úřady a jsou vedeny jako projekty v renovaci pro budoucí letový provoz.
Seznam dochovaných, víceméně kompletních strojů obsahuje po celém světě 11 originálních exemplářů, které zahrnují prakticky celou výrobní linii od stroje verze A-2 po Ta-152. Dalších 7 strojů vzniklo rozsáhlými muzejními rekonstrukcemi s určitým podílem originálních součástí.

### Originální letouny
A-2, W.Nr. 0125425, 12./JG 5
Herdla museum, Herdla, Norsko - pilot Ofw. Kurt Kundrus, kompaktní vrak vytažený z moře 1.11.2006, po vyčištění a odsolení byl sestaven a vystaven na ocelovém rámu. Stroj je téměř kompletní (chybí překryt kabiny a součásti, které se v moři rozpadly).
A-5/U3, W.Nr. 0151227, 4./JG 54
Flying Heritage & Combat Armor Museum, Washington, USA - pilot Fw. Paul Rätz, opuštěný letoun po nouzovém přistání byl nalezen v Rusku v roce 1989. Po rekonstrukci je plně letuschopný s originálním motorem BMW 801 D-2. První let po opravě proběhl 1.12.2010, reg. zn. N19027. Z organizačních důvodů muzea cca od roku 2019 nelétá.
A-6/R8, W.Nr. 550214, III./NJG 11 nebo 8./JG 11
National Museum Of Military History, Johannesburg, Jihoafrická Republika - ukořistěn britskými jednotkami na letišti v Lecku. V roce 1946 byl předán do Jihoafrické Republiky. Stroj je kompletní, interiér je víceméně v původním stavu.
A-8, W.Nr. 730924 (NC.900)
Le musée de l’Air et de l’Espace , Paříž, Francie - sestaven po válce z dílů, které byly nalezeny v podzemní továrně Cravant nedaleko Auxerre. Přidělen francouzskému letectvu jako NC.900 s pořadovým číslem 62. Stroj je kompletní.
A-8/R6, W.Nr. 733682, II/KG200
RAF Museum, Cosford, Velká Británie - ukořistěn v Dánsku na konci války jako součást kompletu Mistel S-3B s Junkersem Ju 88H-1 (nedochoval se). Do Velké Británie byl předán k testování bez Ju 88, ale nikdy již nelétal. Stroj je kompletní (chybí výzbroj a některé prvky výbavy kokpitu, které nebyly vůbec instalovány).
S-8, W.Nr. 584219, Jagdfliegerschule 103
RAF Museum, Londýn, Velká Británie (v roce 2024 zapůjčen do Německa a od února 2024 vystaven Militärhistorisches Museum der Bundeswehr - Flugplatz Berlin Gatow) - letoun byl vyroben jako verze F-8/U1 a přestavěn v továrně R Sochor Fabrik v Blansku (Protektorát) na cvičnou dvoumístnou verzi. Po válce převezen do Velké Británie. Stroj je kompletní a motor byl ve 2. pol. 80. let provozuschopný.
F-8/R1, W.Nr. 930838, SG 2
Muzej Vazduhoplovstva, Bělehrad, Srbsko - po válce byl využíván jugoslávským letectvem. Podle fotografií je dochován trup s motorem, kokpit bez avioniky, pravděpodobně poškozené křídlo nebo jeho část. Stroj je rozložen a trvale uložen v depozitáři.
F-8/R1, W.Nr. 931884, SG 2
NASM, Washington, USA - po válce byl převezen do USA, přidělené americké číslo FE-117. V USA nikdy nelétal a v roce 1949 převeden do Smithsonian Institution. Stroj je po rekonstrukci v letech 1980-1983 zcela kompletní.
D-9, W.Nr. 601088, 3.IV (Sturm) /JG 3
National museum of USAF, Dayton, Ohio, USA - po válce byl převezen do USA, přidělené americké číslo FE-120. V USA byl testován v létě 1946. Při kompletaci v USA po válce došlo k záměně křídel z letadla D-13/R11, W.Nr. 836017. Křídla byla zpětně vyměněna v roce 2001, protože se dochovala obě letadla.
D-13/R11, W.Nr. 836017, I./JG 26
Flying Heritage & Combat Armor Museum, Washington, USA, - pilot Maj. Franz Götz, po válce převezen do USA, přidělené americké číslo FE-118 a T2-118. Při sestavení v USA po válce došlo k záměně křídel z letadla D-9, W.Nr. 601088 (při rekonstrukci v roce 2001 křídla zpět vyměněna). Mezi lety 1972 – 1976 rekonstruován v SRN, v roce 2001 rekonstrukce do letuschopného stavu v Arizoně. Potenciálně letuschopný, ale nikdy nelétal kvůli riziku poškození.
Ta-152H-0/R11, W.Nr. 150020, JG 301
NASM, Washington, USA - po válce byl převezen do USA, přidělená americká čísla FE-112 a T2-112. Letecky testován v Ohiu. Trvale uložen s demontovaným křídlem do depozitáře, kompletní a víceméně v původním stavu. Ocasní část vyrobená z překližky byla částečně stabilizována provizorní opravou, ale podle vyjádření muzea v roce 2015 se celková rekonstrukce v dohledné době neplánuje.

### Rekonstrukce a repliky s originálními díly
A-3/U3,  W.Nr. 0132219, 14.(Jabo)/JG 5
Luftfahrt museum Bodø, Norsko - pilot Hans Günther Kleemann, havaroval po vyčerpání paliva v říjnu 1943 jihozápadně od Kongsfjordu (pilot se zachránil na padáku). Roztroušené trosky letadla byly nalezeny v roce 1984. Mezi lety 1987-1992 byl rekonstruován v Texasu výměnou za 4 vraky jiných FW-190 z Norska (rekonstrukce nedokončena). Dále byl mezi lety 2004-2009 rekonstruován na Floridě výměnou za motor BMW 801 G (rekonstrukce opět nedokončena). Od jara 2009 probíhala rekonstrukce v dílnách muzea v Bodø a od ledna 2013 byl vystaven. Stroj je většinově strukturální novostavba s podílem originálních dílů.
A-8, W.Nr. 732183, 12./JG 5
Military Aviation Museum, Virginia, USA - pilot Rudolf "Rudi" Linz, sestřelen v únoru 1945 (pilot zahynul). Letoun se zřítil v Norsku. V letech 1994-1996 byl rekonstruován Texasu s využitím částí z vraků dodaných z Norska (viz A3/U3 Bodø). Rekonstrukce nebyla nikdy zcela dokončena. Často je označován jako originální stroj, ale původní letoun se rozbil při dopadu na zem a rekonstrukce je většinově strukturální novostavba s podílem originálních dílů.
A-8

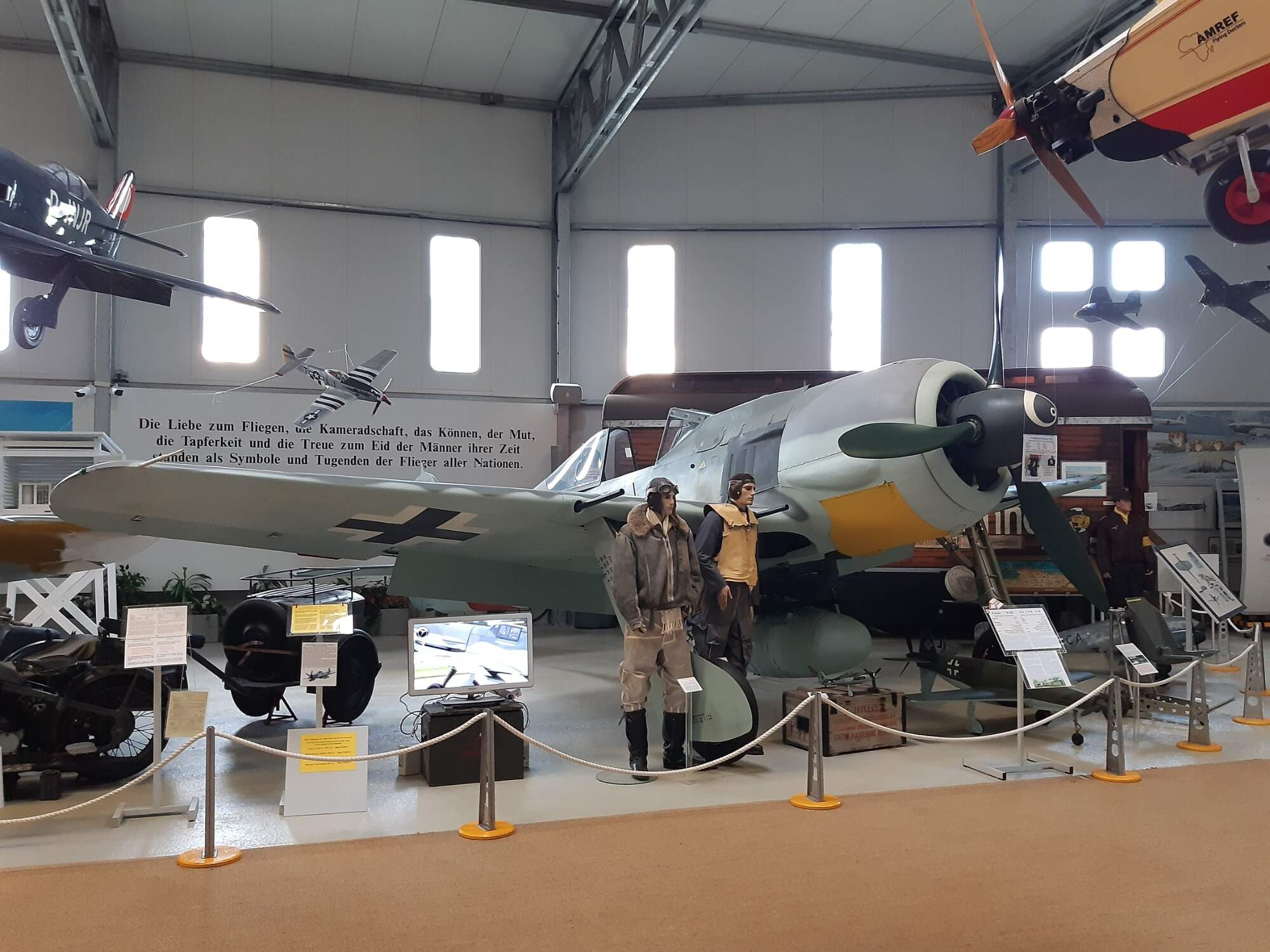
Fw 190 A-8 Luftfahrtmuseum Hannover-Laatzen

Luftfahrtmuseum Hannover-Laatzen, SRN - sestaven z prototypových dílů trupu a křídla od Flugwerk GmbH (W.Nr. 990000-prototyp výroby) doplněných o originální díly z různých verzí (zejména vybavení draku, kabiny, výzbroj, podvozek, ocasní část, včetně vodorovné ocasní plochy, klapky a motor sestavený z dílů několika vraků). Část ocasu pochází z vraku F-8, W.Nr. 583958, který havaroval 27.4.1945 v Pardubicích. Precizní rekonstrukce, vystaven od 7.9.1999, označen jako W.Nr. 170393.
A-8

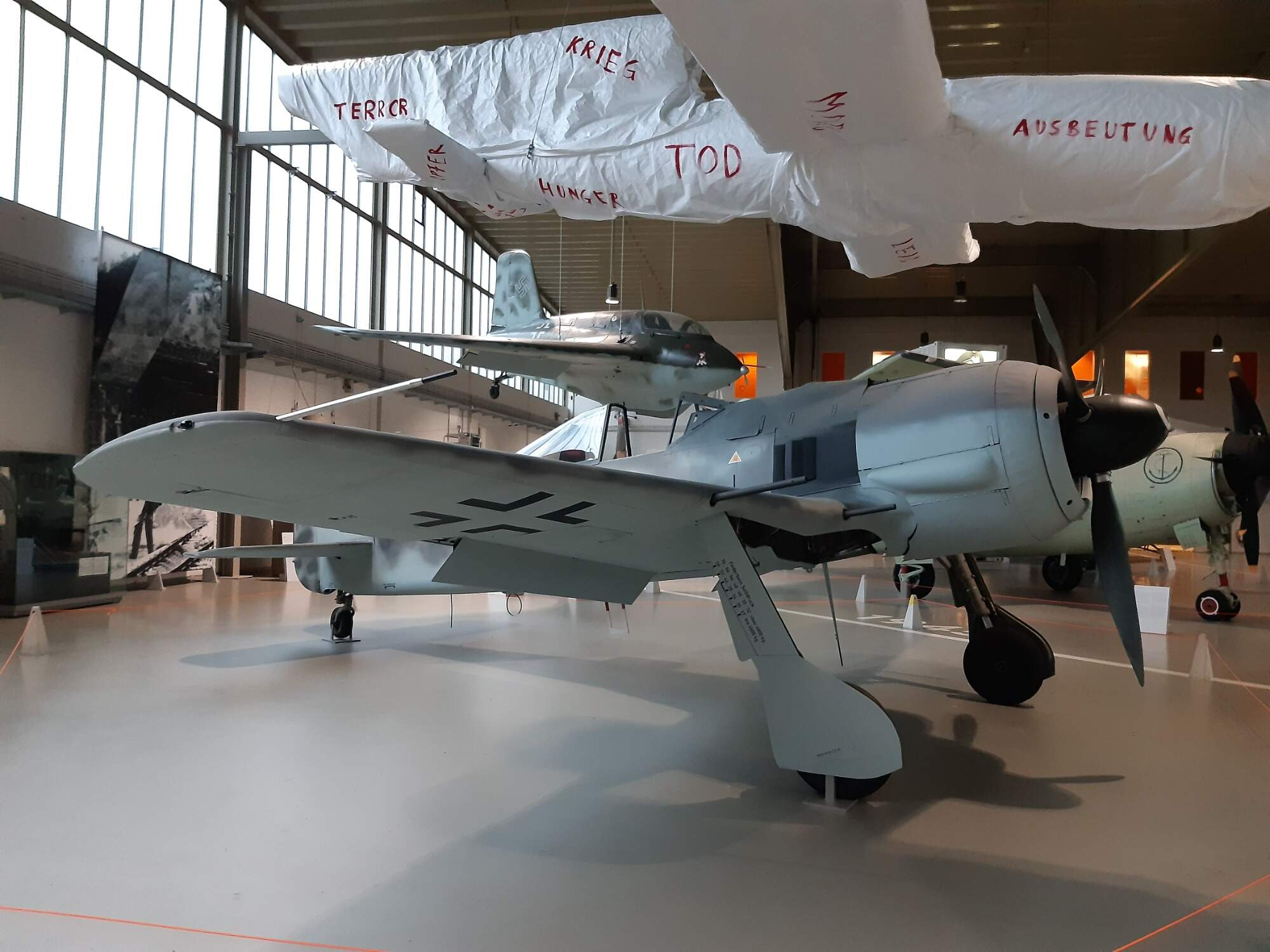
Fw 190 A-8 Militärhistorisches Museum der Bundeswehr - Flugplatz Berlin Gatow

Militärhistorisches Museum der Bundeswehr - Flugplatz Berlin Gatow, SRN - sestaven z trupu a křídla Flugwerk GmbH doplněný o originální díly (vybavení draku, kabiny, výzbroj - 4 x MG 151/20, 2x MG 131, opravený motor BMW 801S pochází z technického muzea v Mnichově), podvozek včetně pneumatik a disků je plně funkční a sestavený pouze z originálních dílů, včetně elektromotorů (nová jsou pouze ložiska podvozku, matice, šrouby, podložky, kabely a brzdové potrubí). Precizní rekonstrukce dokončená na jaře 2018. Stroj byl vystaven od 12.4.2018 do února 2024. V expozici byl dočasně nahrazen zapůjčeným originálním Fw 190 S-8 z muzea RAF a po dobu zápůjčky byl přesunut do depozitáře.
F-8, W.Nr. 931862, 5./JG 9
American Heritage Museum / Collings Foundation, USA - pilot Unteroffizier Heinz Orlowski, sestřelen 9.2.1945 na pobřeží Norska. Letoun dopadl do silné vrstvy sněhu ve svahu, pilot vyskočil v malé výšce, ale sníh ztlumil dopad. Po dopadu utrpěl popáleniny od signální pistole.  Části vraku odvezeny v roce 1983 a  na přelomu 80. – 90. let byl stroj rekonstruován v Texasu i s využitím dílů z jiných vraků (viz A3/U3 Bodø). Rekonstrukce nebyla nikdy zcela dokončena. Později byl prodán, rozebrán a znovu rekonstruován pro plánovaný letový provoz. Rekonstrukce opět nebyla dokončena a v roce 2012 byl prodán s velkým množstvím nashromážděných originálních dílů Collings Foundation. V Arizoně byla znovu  zahájena rekonstrukce formou novostavby s podílem originálních dílů. Motor BMW 801 G byl po přestavbě zprovozněn v roce 2020 a v roce 2023 byly provedeny pozemní motorové testy dokončeného stroje. Podle dostupných informací se na letadle stále pracuje v Arizoně a zatím nebyl uveden do provozu.
D-9
Cavanaugh Flight Museum, Texas, USA - údajně založen na částech vraku W.Nr. 400616, sestřeleném v Rakousku, novostavba trupu a křídla, postaven pouze pro statické využití, doplněn originálními díly (motor Jumo 213, vybavení kabiny, vybavení draku, klapky, podvozek, apod.), chybí některé detaily (palivové a elektrické instalace, zbraně apod.). Několik let byl vystaven v muzeu Hangar 10, Air Fighter Academy, Zirchow, v Německu a v roce 2015 byl prodán do USA (uložen v depozitu). V roce 2024 se muzeum muselo přestěhovat na letiště North Texas Regional Airport (cca 100 km severně od Dallasu) a zatím je pro veřejnost uzavřeno.
D-9/R11, W.Nr. 210968, 2./JG 26
Militärhistorisches Museum der Bundeswehr - Flugplatz Berlin Gatow, SRN - pilot Uffz Karl Fröb, dne 17.4.1945 havaroval v nízkém letu do Schwerinského jezera (letoun se rozbil na několik částí), osudy pilota neznámé. Trosky trupu byly vyloveny 15.11.1990 a rozlomené křídlo bylo vyloveno v lednu 1991. Mechanická poškození, silná koroze, mezi lety 1995 – 1999 stavba nové struktury trupu, včetně motorových plechů a prstencového chladiče v Maďarsku, křídlo nerekonstruováno (muzeum zakoupilo nové od Flugwerk GmbH). Rekonstrukce byla před několika lety zcela zastavena a podle vyjádření muzea z roku 2024 byl projekt zastaven a uložen pro nedostatek originálních součástí. Stroj je skladován v rozloženém stavu v depozitáři.